# كومودور 64
جهاز كومودور 64 (بالإنجليزية: Commodore 64)‏ هو جهاز كومبيوتر منزلي 8 بت من إنتاج شركة كومودور انترناشيونال Commodore International، تم الإعلان عنه في شهر يناير 1982. بدأ الإنتاج الفعلي لهذا الجهاز في ربيع عام 1982، مع إطلاقه للبيع في السوق الأمريكية في شهر أغسطس من العام نفسه بسعر 595$ دولار أمريكي. يأتي هذا الجهاز كخليفة لجهازي كومودور فيك-20 (Commodore Vic-20) وكومودور ماكس (Commodore MAX)، متمتعاً بذاكرة 64 كيلوبايت (65,536 بايت) مع إمكانيات رسومية وصوتية أعلى وأفضل من الإمكانيات المتوفرة في الأجهزة المتوافقة مع آي بي ام IBMفي تلك الفترة. يعرف هذا الجهاز باسم سي64 (C64) أو سي=64 (C=64) (كما في شعار الشركة الظاهر على الجهاز) وفي بعض الأحيان باسم سي بي ام 64 (CBM64) (الاحرف الابتدائية الأولى من الاسم الكامل للشركة). سمي هذا الجهاز أيضاً بـ«صندوق الخبز breadbox» و«أنف الثور bullnose» بسبب شكل ولون الدفعة الأولى منه.
وصلت مبيعات كومودور 64 خلال الفترة التي كان يصنع فيها ما بين 12.5 إلى 17 مليون وحدة، ليصبح أكثر أجهزة الكومبيوتر الشخصية مبيعاً على مدى التاريخ. وخلال الفترة ما بين (1983-1986)، سيطر هذا الجهاز على سوق الكومبيوتر الشخصي بنسبة تتراوح ما بين 30% و40% من السوق، مع مبيعات تصل إلى مليوني جهاز في العام، متجاوزة بذلك الأجهزة المتوافقة مع آي بي ام IBM، آبل Apple، وأجهزة الـ8 بت من أتاري Atari 8 bit. وفي هذا السياق، يذكر سام ترامييل Sam Tramiel، الرئيس السابق لشركة أتاري Atari، وابن مؤسس شركة كومودور، في مقابلة تعود لعام 1989 "عندما كنت في شركة كومودور، كنا نقوم بتصنيع 400,000 وحدة من جهاز كومودور 64 في كل شهر لعدة أعوام.""
يعود أحد أسباب نجاح هذا الجهاز لبيعه في متاجر التسوق عوضاً عن متاجر الإلكترونيات. كما أن شركة كومودور قامت بنفسها بتصنيع الكثير من الأجزاء الداخلية للتحكم بعملية التوريد وتكاليف الإنتاج. وفي بعض الأحيان كان يتم مقارنته بسيارة فورد موديل-تي Ford Model-T لإسهامه في إدخال تقنية جديدة إلى الطبقة المتوسطة من الناس بإنتاج كميات كبيرة وبشكل خلاق.
أما بالنسبة للبرمجيات، فقد تم إصدار ما يقارب 10,000 برنامج لكومودور 64 بما فيها أدوات تطوير البرامج development tools، تطبيقات الإنتاجية المكتبية office productivity applications والألعاب games. ويوجد حالياً العديد من المحاكيات لكومودور 64 C64 emulators تسمح لأي شخص مع جهاز كومبيوتر حديث، أو منصة ألعاب متوافقة، بأن يقوم بتشغيل واستخدام هذه البرامج. كما وقد ساهم هذا الجهاز بزيادة شعبية سوق الكومبيوتر الشخصي. بالإضافة إلى ذلك، ما زال استخدام هذا الكومبيوتر مستمراً من قبل بعض الهواة.
منذ 28 آذار 2008، أصبحت ألعاب كومودور 64 متوفرة للبيع في أوروبا بواسطة خدمة المنصة الظاهرية Virtual Console من نينتيندو Nintendo؛ وكانت أولى الألعاب التي تم توفيرها هي اوريديوم Uridium والكاراتيه العالمية International Karate. لاحقاً في 23 شباط 2009، تم إطلاق قسم كومودور 64 في أمريكا الشمالية مع ثلاثة ألعاب هي الكاراتيه العالمية International Karate، النينجا الأخير The Last Ninga وبيت ستوب 2 Pit Stop II. كما يوجد حالياً برنامج محاكاة لكومودور 64 مع العديد من الألعاب الكلاسيكية في متجر برامج آبل Apple inc.’s App Store.

## لمحة تاريخية

شاشة البداية عند تشغيل الجهاز

في كانون الثاني 1981، قامت شركة موس للتقنية MOS Technology, Inc. التي تقوم بانتاج الدوائر الالكترونية المتكاملة التي تستخدمها كومودور، باطلاق مشروع لتصميم معالجات رسومية وصوتية للجيل الجديد من منصات ألعاب الفيديو video game consoles. تم الانتهاء من تصميم تلك المعالجات المسماة باسم فيك-2 VIC-II (الرسوم) وسيد SID (الصوت)، في تشرين الثاني 1981.
بعد ذلك تم اطلاق مشروع جديد لإنتاج منصة ألعاب فيديو من كومودور تستخدم المعالحات الجديدة باسم اولتيماكس Ultimax أو جهاز كومودور ماكس Commodore Max، وقام بتصميمها ياش تيراكورا Yash Terakura من فرع شركة كومودور في اليابان. تم إلغاء هذا المشروع بعد إنتاج العديد من الوحدات للسوق اليابانية.
في نفس الوقت، كان روبرت «بوب» راسل Robert “Bob” Russell (مبرمج ومهندس تصميم جهاز فيك-20) وروبرت «بوب» يانس Robert “Bob” Yannes (مهندس المعالج الصوتي سيد SID) من منتقدي الأجهزة الحالية من كومودور التي كانت استمرارية لأجهزة كومودور بيت Commodore PET الموجهة لمستخدمي قطاع الأعمال؛ فقاموا وبدعم من آل شاربنتيير Al Charpentier (مهندس فيك-2 VIC-II) وتشارلز وينتربل Charles Winterble (مدير شركة موس للتكنولوجيا MOS Technology) بتقديم عرض لرئيس مجلس إدارة كومودور جاك ترامييل Jack Tramiel عن جهاز جديد منخفض التكلفة ليكون خليفة لجهاز كومودور فيك-20 Commodore VIC-20. أراد ترامييل بأن يتم تزويد الجهاز بذاكرة رام 64 كيلوبايت 64KB RAM. بالرغم من أن تكلفة ذاكرة الرام بسعة 64 كيلوبايت كان تزيد عن 100 دولار في ذلك الوقت، لكنه كان على علم بأن أسعار ذاكرة الولوج العشوائي DRAM تنخفض وستصل إلى درجة مقبولة قبل بدء الإنتاج الكامل. في نوفمبر، قام ترامييل بتحديد موعد زمني للإطلاق في الأسبوع الأول من كانون الثاني، ليترافق مع معرض مستخدمي الإلكترونيات لعام 1982 Consumer Electronics Show.
تمت تسمية المنتج الجديد باسم رمزي وهو فيك-40 (VIC-40) ليكون خليفة لجهاز فيك-20 (VIC-20) عالي الشعبية. وتألف الفريق الذي قام ببناء الجهاز من بوب راسل Bob Russell، بوب يانس Bob Yannes وديفيد أ. زيمبيكي David A. Ziembicki، الذين انتهوا من تصميم وبناء النسخ الأولية من الجهاز مع بعض البرامج التجريبية في الوقت المحدد من أجل المعرض، مع قضاء اجازتي عيد الميلاد ورأس السنة في العمل المتواصل.
تم تزويد الجهاز بلغة كومودور بيسيك 2.0 Commodore BASIC في ذاكرة القراءة روم ROM بحيث يتم تحميلها بشكل تلقائي عند تشغيل الجهاز.
عندما تم إطلاق الجهاز، تم تغيير اسمه من فيك-40 إلى سي-64 C64 ليتماشى مع خط أجهزة كومودور لقطاع الأعمال التي تتضمن بي128 (P128) وبي256 (P256)، التي كانت تسمى بحرف ورقم يعبر عن حجم الذاكرة التي تحتويها.
أثار عرض جهاز كومودور 64 أو سي 64 (C64) الإعجاب في معرض مستخدمي الإلكترونيات لشتاء 1982 Winter Consumer Electronics Show، ويذكر مهندس الإنتاج ديفيد أ. زيمبيكي David A. Ziembicki ذلك قائلاً: "كل ما رأيناه عند منصة عرضنا كان عارضي شركة أتاري مشدوهي الفاه قائلين، "كيف بامكانكم أن تفعلوا هذا بسعر 595 دولار؟"، وكان الجواب، دمج أفقي vertical integration، بفضل ملكية شركة كومودور لشركة تقنية موس MOS Technology لأنصاف النواقل semi conductors، حيث أدى ذلك إلى خفض تكلفة إنتاج كومودور 64 لتصل إلى 135 دولار فقط.

### الفوز بمعركة السوق

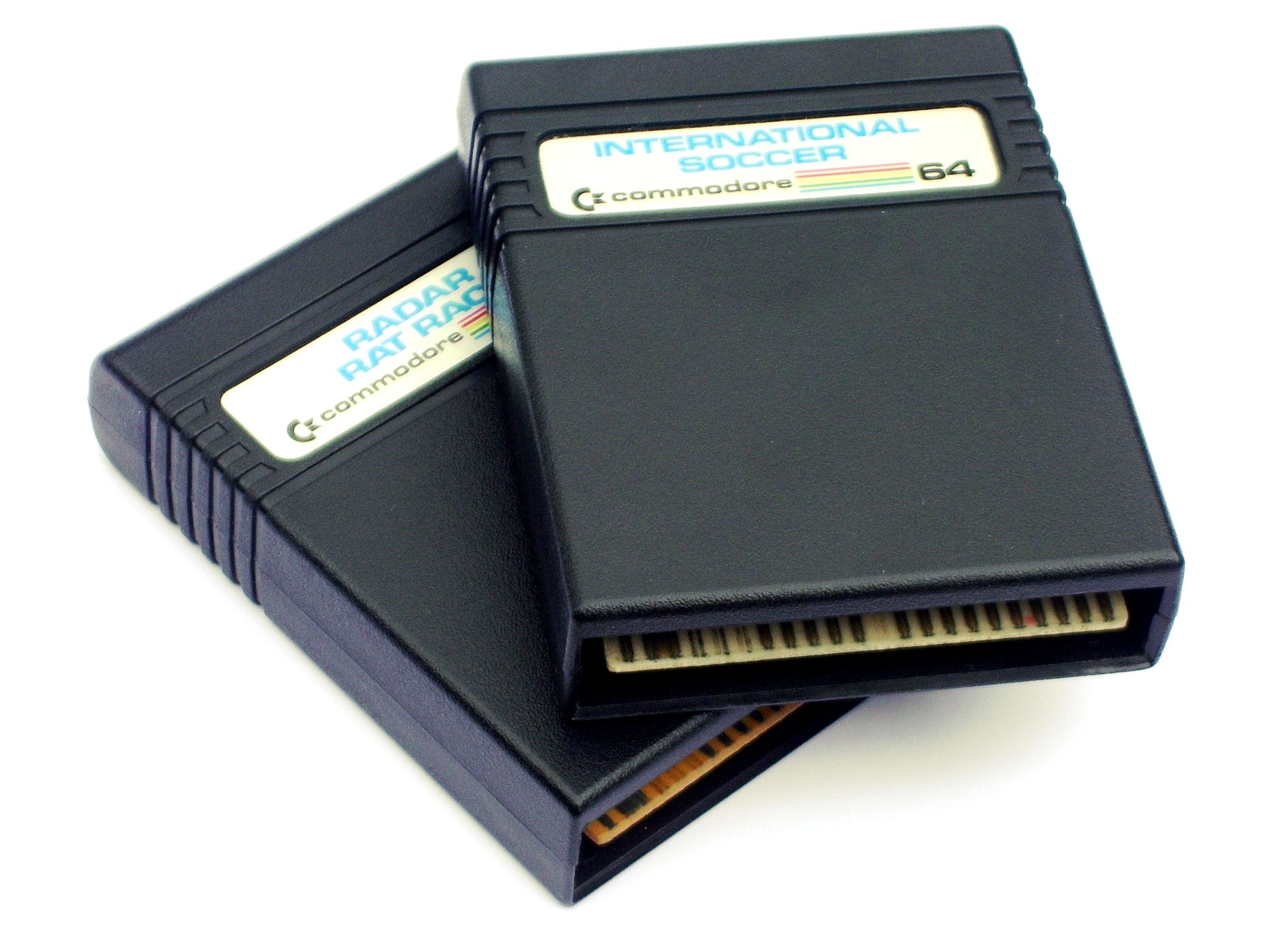
كارتردجات ألعاب مخصصة لكومودور 64

واجه جهاز كومودور 64 منافسة حادة من أجهزة الكومبيوتر المنزلية الأخرى عند إطلاقه في آب 1982. لكن مع سعر مقبول وإمكانيات تشغيلية مرنة، تجاوزت مبيعاته مبيعات الكثير من الأجهزة المنافسة. وكان أكبر منافسيه في الولايات المتحدة الأميركية أجهزة أتاري 400 و800 (Atari 400/800) ذات البتات الثمانية 8 bit بالإضافة إلى آبل 2 Apple II. كان جهازي أتاري 400 و800 مشابهين جداً لكومودور 64 من الناحية البنيوية، مع الاختلاف في استخدام معالجات متخصصة للرسوم والصوت، فأدى ذلك إلى زيادة كبيرة في تكلفة التصنيع. أما جهاز آبل 2 أي Apple IIe، الأخير في سلسلة آبل 2 المتقادمة، فقد تمتع بأنماط عرض رسومية higher graphic resolution modes أعلى من المتوافرة في كومودور 64، لكن نظراً لإمكانياته الضعيفة في دعم الألوان، فلم يتم الاستفادة من الدقة العالية المتوفرة، وعملياً كانت إمكانيات كومودور 64 الرسومية ذات الـ16 لون (4 بت) والصوتية عند إطلاقه في الأسواق أفضل من التي كانت متوفرة في آبل 2 في ذلك الحين. أما إمكانيات التوسع في آبل 2 فقد كانت عن طريق منافذ الكروت التوسيعية الداخلية، في حين أن كومودور 64 كان لديه مخرج كارتردج لتوسعة الناقل bus expansion. في جميع الأحوال، استخدمت آبل تلك المنافذ التوسعية من أجل الربط بالملحقات المعتادة مثل سواقات الأقراص، الطابعات والموديمات؛ في حين أن كومودور 64 كان متمتعاً بمنافذ متعددة أخرى للربط بهذه الملحقات، مما أتاح استخدام مخرج الكارتردج لأغراض أخرى.
بالنسبة للذاكرة، فقد تمتعت الأجهزة الأربعة باعدادات متشابهة في عامي 1982/1983: 48 كيلوبايت لآبل 2+ (تم ترفيعها خلال أشهر من إطلاق كومودور 64 إلى 64 كيلوبايت مع آبل 2اي Apple 2e) وكانت الذاكرة 48 كيلوبايت في أتاري 800 (Atari 800). أما بالنسبة للأسعار فقد كان يباع جهاز آبل 2 بسعر 1200 دولار أي ضعف سعر كومودور 64، في حين كان مبيع جهاز أتاري 800 بسعر 899 دولار. كما وقد كانت السياسية التسويقية العتيدة التي اتبعتها شركة أحد العوامل الأساسية في نجاح كومودور 64، حيث كانوا سريعين في استخدام مقاربة السعر مع الأداء في المقارنة مع الأجهزة المنافسة، بالإضافة الاستعانة بالإعلانات التلفزيونية التي ظهرت بعد إطلاق الكومودور 64 في نهاية 1982.
لم تبع شركة كومودور جهاز كومودور 64 عن طريق سلسلة من الموزعين المعتمدين فقط، بل امتدت شبكة البيع لتشمل المخازن الكبرى department stores، مخازن التخفيضات discount stores والألعاب toy stores. وساعد تمتع الكومودور 64 بمخرج توصيل للتلفزيون RF Modulator (كما في فيك-20 VIC-20) بدخوله منافسة مباشرة مع منصات ألعاب الفيديو video game consoles مثل أتاري 2600 (Atari 2600). وكما في آبل 2اي (Apple 2e)، كان بالإمكان توصيل كومودور 64 بمرقاب متخصص للحصول على صورة أنقى، وبعكس آبل 2اي (Apple 2e) فإن إشارة الصورة لنظام ان تي اس سي NTSC الصادرة مماثلة ومتوافقة مع مخرج اس-فيديو S-Video، للتوصيل مع مرقاب كومودور موديل 1702 Commodore 1702) monitor) الذي كان رائجاً بين المستخدمين.
جدير بالذكر أن السياسة التسويقية القاسية في تسعير الكومودور 64 تعتبر حالياً من العوامل الأساسية في انهيار سوق ألعاب الفيديو عام 1983.
قامت شركة كومودور في شهر كانون الثاني 1983بخصم 100 دولار عند شراء كومودور 64 في الولايات المتحدة الأمريكة عند مبادلته بجهاز كومبيوتر آخر أو بوحدة ألعاب فيديو. وللاستفادة من هذا العرض، قام بعض موزعي البيع عن طريق البريد mail order dealers وبعض البائعين retailers بعرض جهاز تايمكس سنكلير 1000 Timex Sinclair 1000 بسعر 10 دولار عند شراء كومودور 64، وذلك لكي يتمكن المستخدم من إرسال جهاز تايمكس إلى كومودور، يسترد قيمة الخصم، ويحتفظ بالباقي. في خلال عام خرجت شركة تايمكس Timex من سوق الكومبيوتر المنزلي. كما أدت سياسة شركة كومودور التكتيكية هذه فيما بعد إلى حرب أسعار قاسية مع مصنعي الكومبيوتر المنزلي الرئيسيين.
ساهم نجاح كومبيوتري كومودور 64 وفيك-20 بشكل كبير في خروج شركة تكساس انسترومنتس Texas Instruments وغيرها من الشركات المنافسة الصغيرة من السوق. وتم النظر إلى حرب الأسعار مع تكساس انسترومنتس (تي آي TI) على أنها حرب شخصية للرئيس التنفيذي لشركة كومودور جاك ترامييل Jack Tramiel؛ واعتبر انسحاب شركة تي أي TI من سوق الكومبيوتر المنزلي في تشرين الأول 1983 بمثابة انتقام من سياسة تي آي في سوق الحاسبات الإلكترونية في منتصف السبعينيات حيث بسببها كادت شركة كومودور أن تعلن إفلاسها.
في أوأخر الثمانينات، كان بالإمكان شراء جهاز كومودور 64 في بعض سلاسل المتاجر في أجزاء من الولايات المتحدة الأمريكية بسعر أكثر من الـ100 دولار بقليل.
أطلقت شركة كومودور في عام 1984 جهاز كومودور بلاس/4 (Commodore Plus/4)، الذي كان يتمتع بعرض أفضل للألوان، مع استخدام نسخة محسنة من لغة البيسيك BASIC (إصدار 3.5)، بالإضافة إلى برامج مرفقة موجهة للأعمال الصغيرة مثل الجداول الإلكترونية، قاعدة البيانات ومعالج النصوص. تم توجيه جهاز كومودور بلاس/4 (Commodore Plus/4) ليكون نظام أعمال منخفض السعر. لكن شركة كومودور ارتكبت ما تم اعتباره خطأ استراتيجي كبير بجعله غير متوافق مع حهاز كومودور 64، فافتقر جهاز كومودور بلاس/4 إلى إمكانيات تحريك الرسوم على مستوى التجهيزات مع جودة ضعيفة للصوت، مما أدى إلى ضعف الأداء في الناحيتين الأساسيتين اللتان ساهمتا في صنع نجاح كومودور 64.
أما في أوروبا، فقد كان المنافسين الرئيسيين لجهاز كومودور 64 أجهزة بريطانية الصنع هي سنكلير زد اكس سبكتروم (Sinclair Zx-Spectrum)، بي بي سي ميكرو (BBC Micro) وأمستراد سي بي سي 464 (Amstrad CPC 464). ففي بريطانيا، تم إطلاق جهاز سبكتروم قبل كومودور 64 بعدة أشهر، وبسعر يصل إلى النصف. ثم أصبح سبكترم رائد السوق البريطانية وكان على شركة كومودور رفع حدة جهودها في المنافسة. فكانت البداية مع بيع كومودور 64 بسعر 399 جنيه استرليني في بداية 1983، في الوقت الذي كان يباع سبكتروم فيه بسعر 175 جنيه استرليني، لكن في النصف الثاني من الثمانينات استطاعت شركة كومودور مزاحمة جهاز سبكتروم في الشعبية إلى حين ايقاف تصنيعه في كانون أول 1990.
وبالرغم من محاولات شركة كومودور العديدة لإيقاف تصنيع جهاز كومودور 64 لمصلحة موديلات أخرى أغلى سعراً تقوم الشركة بإنتاجها، فإن الطلب الثابت من السوق جعل من إيقاف تصنيع هذا الجهاز مهمة صعبة. حيث وصلت مبيعات كومودور 64 إلى 1.5 مليون وخمسمائة ألف جهاز على مستوى العالم. وبالرغم من تراجع الطلب على جهاز كومودور 64 في الولايات المتحدة بحلول عام 1990، فقد حافظ الجهاز على شعبيته في بريطانيا ودول أوروبية أخرى. في النهاية، ما حسم نهاية كومودور 64 كان الأمور المالية لا قدم العمر. قفي آذار 1994، خلال معرض سيبيت في هانوفربألمانيا، أعلنت شركة كومودور أنها ستتوقف عن إنتاج جهاز كومودور 64 بشكل نهائي في عام 1995، مع بيان أن تكلفة إنتاج سواقة الأقراص الخاصة بهذا الجهاز أعلى من تكلفة إنتاج الجهاز نفسه. في النهاية، أعلنت شركة كومودور افلاسها لاحقاً بعد شهر واحد، في أبريل 1994 قبل حلول موعد إيقاف تصنيع هذا الجهاز.

### عائلة كومودور 64

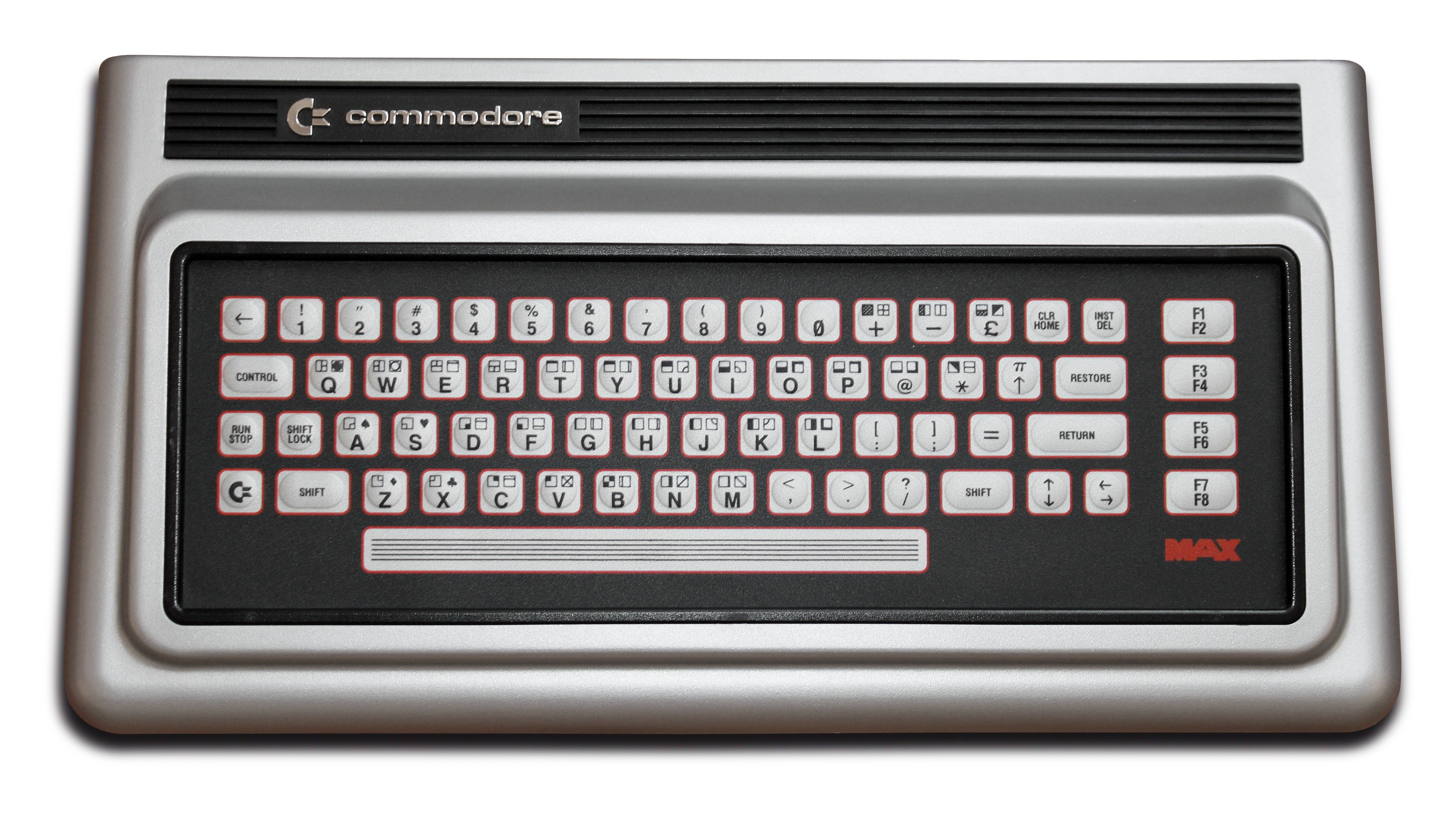
جهاز كومودور ماكس (1982)

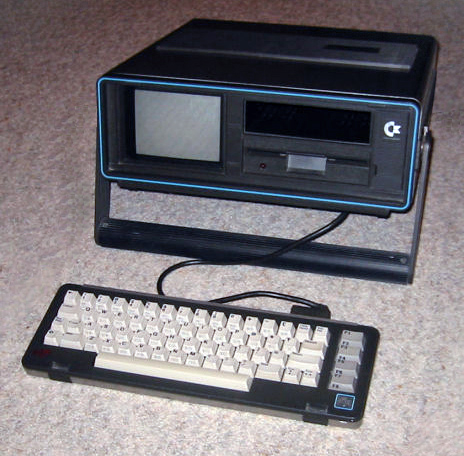
جهاز كومودور اس اكس 64 (1984)

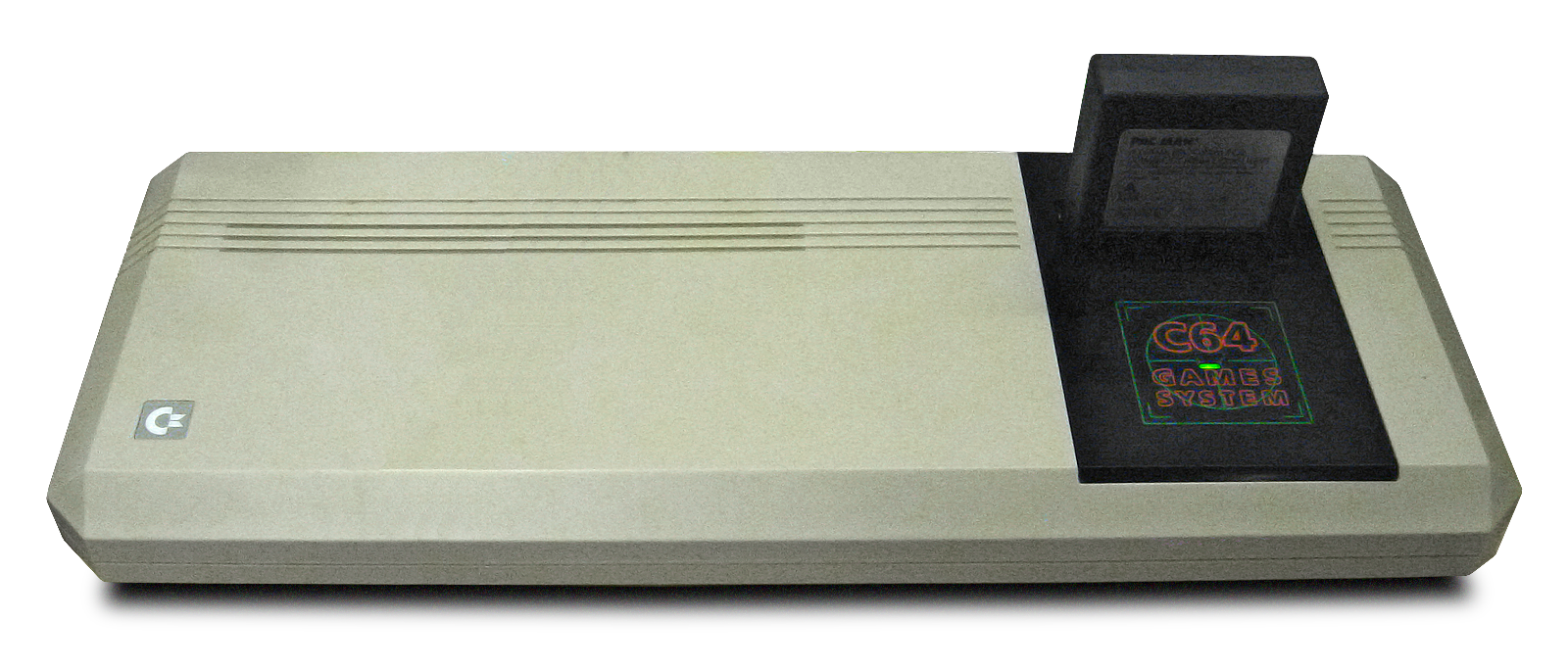
منصة كومودور 64 للألعاب (1990)

قامت شركة كومودور في عام 1982 بإطلاق جهاز كومودور ماكس Commodore MAX في اليابان، وسميت أولتيماكس Ultimax في الولايات المتحدة الأمريكية، وفي سي-10 VC-10 في ألمانيا. تم اعداد هذا الجهاز ليكون منصة ألعاب فيديو بإمكانيات كومبيوترية محدودة، مع الاعتماد على نسخة مبسطة من المكونات التي تم استخدامها فيما بعد في كومودور 64. تم ايقاف تصنيع ماكس بعد عدة أشهر من إطلاقه بسبب المبيعات الضعيفة في اليابان.
أما في عام 1983 فقد جربت شركة كومودور منافسة جهاز آبل 2 (Apple II) في السوق التعليمية مع جهاز اديوكيتر 64 (Educator 64)، الذي كان عبارة عن جهاز كومودور 64 (Commodore 64) مدمج مع شاشة أحادية اللون Monochrome Monitor بتصميم خارجي مشابه لأجهزة كومودور بيت Commodore PET. في ذلك الوقت، كانت تفضل المدارس البنية الشاملة لجهاز بيت PET عن المكونات المنفصلة لجهاز كومودور 64، التي من السهولة الحاق الضرر بها أو سرقتها.
وفي عام 1984، قامت شركة كومودور بإطلاق جهاز اس اكس 64 (SX64)، وهو النسخة المحمولة من كومودور 64. تميز هذا الجهاز بكونه أول جهاز كومبيوتر محمول ملون. تضمنت الوحدة الأساسية لهذا الجهاز شاشة 5 بوصة مع سواقة أقراص مرنة مدمجة موديل 1541 (1541 Disk Drive) المتوفرة لأجهزة كومودور 64، في حين لم يتم تزويد هذا الجهاز بمخرج لسواقة أشرطة الكاسيت.
في تلك الفترة، كان اثنان من المصممين في شركة كومودور، فريد بوين Fred Bowen وبيل هيرد Bil Herd، قد ركزوا على تفادي مشاكل جهاز كومودور بلاس/4 (Plus/4)، بجعل الأجهزة الآتية بعد كومودور 64 – متمثلة بجهازي كومودور 128 (Commodore 128) و128 دي (128D) – تتمتع بنفس الجودة والتوافقية الكاملة مع الجهاز الأصلي، بالإضافة إلى تزويدها بتحسينات عديدة (مثل التعليمات الرسومية والصوتية في لغة البيسيك، عرض الأحرف على الشاشة بـ80 عمود، توافقية كاملة مع نظام سي بي / ام CP/M). اتخذ بوين وهيرد قرار جعل كومودور 128 متوافقاً مع كومودور 64 بدون معرفة أو موافقة الإدارة (في مرحلة ما بعد جاك ترامييل Jack Tramiel). كان المصممين حذرين بأن لا يشهروا قرارهم حتى يكونوا قد اجتازوا في مرحلة إنجاز المشروع قدراً لا يمكن تغييره أو تعديله، وفي نفس الوقت ليتمكنوا من اللحاق بمعرض الإلكترونيات Consumer Electronics Show (CES) في لاس فيغاس.
عندما عرفت إدارة التسويق في الشركة أن كومودور 128 سيكون متوافقاً مع كومودور 64، قامت بالإعلان عن هذه التوافقية الكاملة، مما أدى إلى زيادة الدعم لها.

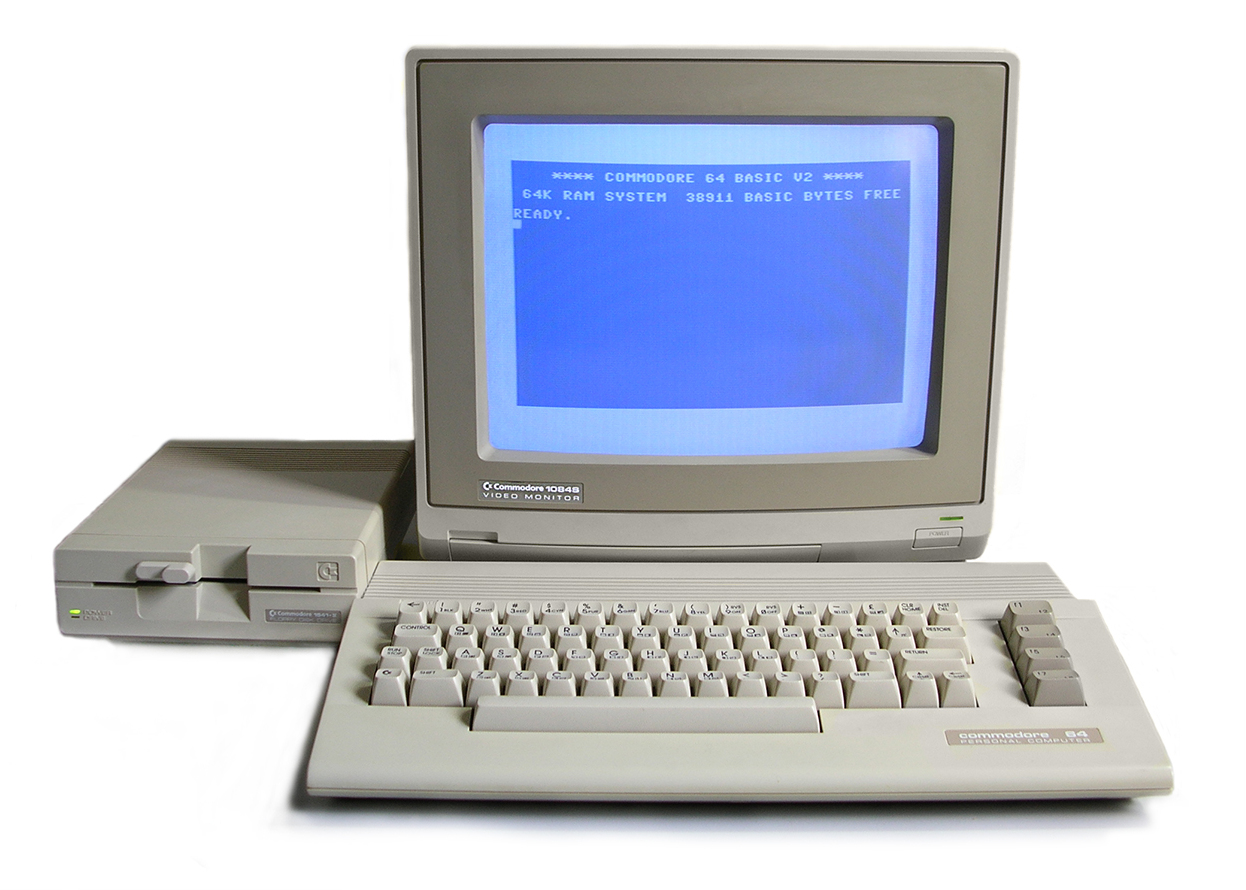
جهاز كومودور 64 سي مع سواقة الأقراص موديل 1541-II ومرقاب كومودور موديل 1084 اس

في عام 1986 قامت شركة كومودور بإطلاق كومودور 64 سي Commdore 64c (سي 64 سي C64c)، الذي كان مطابقاً للجهاز الأصلي، لكن مع تصميم خارجي مشابه لتصميم كومودور 128 مما جعله متماشياً مع التصاميم السائدة للأجهزة في ذلك الوقت. أما التعديلات التي طرأت على هذه النسخة من كومودور 64 فكأنت أعمق من الشكل الخارجي، فتضمنت نسخ أحدث من المعالج الصوتي سيد SID، المعالج الرسومي فيك VIC وشرائح الإدخال / الإخراج I/O – كما تم تخفيض الفولطية من 12 فولت إلى 9 فولت. في الولايات المتحدة، كان يتم تسويق كومودور 64 سي في أغلب الأوقات مع نظام تشغيل جيوس GEOS الرسومي (الذي تنتجه في ذلك الوقت شركة بيركلي سوفتووركس Berkely Softworks). كذلك الأمر، تم تغيير الشكل الخارجي للسواقة 1541 (Floppy Disk Drive 1541) لتصبح 1541 سي (1541c)، وفيما بعد تم إطلاق السواقة 1541-2 (1541-II) مع السواقة 1581 (Floppy Disk Drive 1581) التي تستعمل أقراص 3.5 بوصة بسعة تخزين 800 كيلوبايت للقرص الواحد.
في عام 1990، تم إعادة إطلاق كومودور 64 بشكل منصة ألعاب Video Games Console، تم تسميتها نظام كومودور 64 للألعاب C64 Game System (سي 64 جي اس C64GS). حيث تم إجراء تعديل بسيط على اللوحة الرئيسية للجهاز لتستقبل الكارتردج بشكل شاقولي من الأعلى. كما تم استخدام ذاكرة روم جديدة مع شاشة بداية تطلب من المستخدم إدخال الكارتردج. تم تصميم هذا الجهاز لمنافسة أنظمة نينتيندو Nintendo وسيغا Sega للألعاب، لكنها تحولت مع المبيعات الضعيفة إلى خسارة جديدة لشركة كومودور ولم يتم إطلاقها خارج أوروبا أبداً.
في عام 1990 أيضاً، تم تطوير جهاز متقدم المزايا ليكون خليفة لجهاز كومودور 64 (تم تسميته أيضاً سي 64 دي اكس C64DX)، لكنه تم إلغاء هذا المشروع في عام 1991 من قبل رئيس الشركة ايرفينغ غولد Irving Gould. كانت مواصفات سي 65 C65 جيدة جداً بالنسبة لجهاز 8 بت، فعلى سبيل المثال، كان بإمكانه عرض 256 لون على الشاشة، في حين كان جهاز أميغا Amiga يعرض 64 لون فقط في نمط هالف برايت HalfBrite mode (32 لون في نمط التحويل half-bright transformations)، أما نمط هام HAM في أميغا فكان يسمح بعرض الألوان 4096 كلها في نمط 12 بت مع قيود على تمازج الألوان في النمط الرسومي. وبالرغم من عدم إبداء أي سبب محدد لإلغاء سي 65، فإنه كان واضحاً أنه سيكون منافساً لأجهزة كومودور الأخرى من موديلات أميغا المنخفضة التكلفة وسي دي تي في CDTV.

### الأجهزة المستنسخة عن كومودور 64
في منتصف عام 2004، وبعد غياب لأكثر من عشرة أعوام عن السوق، قامت شركة توليب لتصنيع الكومبيوترات Tulip Computers BV (صاحبة الاسم التجاري لكومودور منذ عام 1997) بالإعلان عن جهاز كومودور 64 يتصل مباشرة بالتلفزيون، عبارة عن جهاز بشكل عصا الألعاب يستند إلى نظام كومودور 64 مزود بـ30 لعبة مخزنة في الذاكرة الروم. تم تصميم هذا الجهاز من قبل جيري ايلسوورث Jeri Ellsworth، وهو مصمم كومبيوتر كان قد تعلم بنفسه وقام من قبل بتصميم جهاز سي وان كومودور 64 C-One Commodore 64. كان سي 64 د تي في C64DTV مشابهاً في المبدأ للأجهزة المماثلة المبنية على أتاري 2600 Atari 2600 وانتلفجن Intellivision التي حازت على قدر لا بأس به من النجاح عندما أطلقت في نفس الفترة. تم عرض المنتج في كيو في سي QVC في الولايات المتحدة في موسم أعياد 2004. قام بعض المستخدمين بتركيب سواقة 1541 معه، والبعض قاموا بإضافة قرص صلب، عصا ألعاب أخرى ولوحة مفاتيح، مما أعطى منصات الألعاب هذه معظم إمكانيات كومودور 64. استخدمت المكونات الداخلية لهذا الجهاز أيضاً في منصة ألعاب أخرى هامر Hummer، التي بيعت في راديو شاك Radio Shack في منتصف عام 2005.
ما زال هواة كومودور 64 يقومون بتطوير ملحقات جديدة للجهاز بما فيها بطاقات شبكة Ethernet Cards، أقراص صلبة وبطاقات ذاكرة فلاشFlash Card Interfaces.

## البرامج
لم يكن ينافس كومودور 64 بالإمكانيات الرسومية والصوتية عند إطلاقه، إلا عائلة كومبيوترات 8 بت من أتاري. في ذلك الوقت كانت أجهزة آي بي ام IBM PCs والمتوافقة معها تحتوي فقط على بطاقات عرض للنصوص فقط، مراقيب أحادية اللون، وقدرات صوتية لا تتعدى الرنين والصفرات من مكبرات صوت ضعيفة الجودة.
ارتبط اسم كومودور 64 دوماً بانتشار ثقافة ما يسمى مشهد الديمو demoscene أو عروض الموسيقى والرسوم (عروض كومودور 64)، لكنه خسر موقعه ضمن هذه الفئة من الأجهزة مع إطلاق أجهزة 16 بت من كومودور أميغا Amiga وأتاري اس تي Atari ST في عام 1985. ومع ذلك بقي رائجاً كمنصة لإعداد العروض حتى بداية التسعينات.
بقي استخدام جهاز كومودور 64 بفعالية كجهاز للعروض الموسيقية والرسومية قائماً، وخاصة للموسيقية منها، نظراً لقدرات المعالج الصوتي المدمج الذي استخدم أيضاً في بطاقات الصوت الخاصة بالأجهزة الشخصية PC Sound Cards، وفي بعض أجهزة الترقيم الصوتي Elektron SidStation synthesizer. للأسف، الاختلاف بين نظامي العرض بال PAL وان تي اس سي NTSC لجهاز كومودور 64 سببت بمشاكل توافقية في العروض بين الأجهزة الموجودة في الولايات المتحدة /كندا من جهة والأجهزة الصادرة في معظم الدول الأخرى، كانت غالبية العروض تعمل على الأجهزة المتوافقة مع نظام بال PAL.
وبالرغم من إطلاق جهاز كومودور 64 في عام 1982، بقي منافساً قوياً لمنصات ألعاب نينتيندو Nintendo وسيغا Sega، بفضل قاعدة برامجه الواسعة.
خلال الثمانينات، استخدم كومودور 64 لتشغيل العديد من أنظمة «لوحات الإعلان» Bulletin Board Systems باستخدام برامج مثل بيزار 64 Bizare 64، بلو بورد Blue Board وكولور 64 Color 64، وفي بعض الأحيان مع إجراء تعديلات برمجية. كانت تستخدم هذه المنصات الإعلانية غالباً لنشر البرامج المكسورة الحماية.

### لغة البيسيك
مثلما كان رائجاً في كومبيوترات تلك الفترة، تضمن جهاز كومودور 64 نسخة من لغة بيسيك BASIC في ذاكرة الروم الخاصة به. تم استخدام لغة بيسيك الإصدار 2.0 BASIC v2.0 من كومودور بدلاً من الإصدار 4.0 المستخدم في أجهزة بيت PET، وطالما لم يكن من المتوقع من فئة المستخدمين التي تم التركيز عليها أن يقوموا باستخدام التعليمات الخاصة بإدارة الأقراص، فإن اختيار إصدار لغة البيسيك 2.0 بدلاً من 4.0 تم بعد عملية بحث، وليس بشكل عشوائي. فمستخدم كومودور 64 العادي لم يكن بحاجة لاستخدام تعليمات إدارة الأقراص بالدرجة التي يتم فيها استخدام التعليمات الأخرى. وإجمالاً فإن حجم الذاكرة التي كانت مخصصة للغة البيسيك محدودة، فتم اتخاذ القرار بترك مساحة الذاكرة لتعليمات الألوان والصوت بدلاً من تعليمات سواقات الأقراص.
ذلك الإصدار المستخدم من لغة البيسيك كان محدوداً ولم يتضمن تعليمات للصوت أو الرسوم، فكان على المستخدمين استعمال تعليمة «بوك Poke» للولوج إلى مواقع الذاكرة المحجوزة لإصدار الصوت واللون مباشرة. فيما بعد، ولتأمين تعليمات اضافية بما فيها الإمكانيات الرسومية والصوتية قامت شركة كومودور بإنتاج نسختين محدثتين على أقراص كارتردج هما سايمون بيسيك Simon’s BASIC وسوبر اكسباندر 64 Super Expander 64.

### أنظمة تشغيل بديلة
تم تطوير العديد من أنظمة التشغيل لجهاز كومودور 64 من قبل شركات برامج أخرى.
فبالإضافة إلى نظام جيوس GEOS ذو الواجهة الرسومية، فقد تم تطوير نظامين متوافقين معه من قبل شركات أخرى: وييلز Wheels وجيوس ميغا باتش GEOS megapatch. كلا من هذين النظامين كانا يتطلبان تحديث لتجهيزات جهاز كومودور 64 الأصلية.
وأيضاً توفرت عدة أنظمة، مثل وينغز WiNGS OS، لونيكس LUnix المشابه لنظام يونكس Unix، يدار عن طريق سطر الأوامر command-line، بالإضافة إلى أنظمة أخرى مثل كونتيكي OS Contiki الذي يتضمن واجهة رسومية كاملة. توفر أيضاً أنظمة أخرى لم تنتشر بشكل كبير مثل ايس ACE، استريكس Asterix، دوس/65 DOS/65 وجيكوس GeckOS.
تم إصدار نسخة من نظام سي بي/ام CP/M لكومودور 64 لكنها تطلبت إضافة معالج ز80 Z80 إلى فتحة التوسيع، ولذلك لا يمكن اعتباره نظام حقيقي لكومودور 64. وأيضاً لكي يتوافق المعالج ز80 Z80 مع ناقل الذاكرة للجهاز فقد تم تخفيض تردد الساعة فيه مما أدى لضعف أداءه بالمقارنة مع أنظمة سي بي/ام الأخرى المتوفرة. جدير بالذكر أن أنظمة سي بي/ام CP/M لجهازي كومودور 64 وكومودور 128 عانت من قلة البرامج المطورة لها، فالبرغم من إمكانية تشغيل كافة برامج سي بي/ام التجارية المتوفرة أصلاً على هذين الجهازين، لكنها لم تكن متوافقة بشكل كلي من ناحية نسق وسائط التخزين. بالنتيجة فإن الاستخدام الضعيف لنظام سي بي/ام CP/M على أجهزة كومودور بين أن شركات تطوير البرامج لم تجد جدوى من الاستثمار في تطوير برامج أصيلة تستخدم نظام ملفات الأقراص الخاص بكومودور. للتخلص من نقطة الضعف هذه، تم جعل سواقة الأقراص 1571 Commodore 1571 disk drive متوافقة مع عدة أنماط قراءة للأقراص.

### برامج الاتصال بالشبكة
كانت كوانتوم لينك Quantum Link (كيو-لينك Q-Link) خدمة اتصال أمريكية كندية مخصصة لأجهزة كومودور 64 و128، بدأت بالعمل من يوم 5 نوفمبر 1985 وحتى 1 نوفمبر 1994. كانت تدار هذه الشبكة من قبل شركة خدمات كوانتوم للكومبيوتر Quantum Computer Service في فيينا، فيرجينيا، التي غيرت اسمها في أكتوبر 1991 إلى أميركا اون لاين America Online، وما زالت تعمل حتى الآن على منصتي أنظمة آي بي ام الشخصية وآبل ماكنتوش. كانت كيو-لينك Q-Link عبارة عن نسخة معدلة من نظام بلاي نت PlayNET، تم ترخيصها من قبل شركة كونترول فيديو Control Video Corporation (سي في سي CVC، تم تسميتها خدمات كوانتوم للكومبيوتر فيما بعد). خدمة كوانتوم لينك أصبحت فيما بعد أميركا اونلاين والتي أصبحت أي أو ال – تايم وارنر AOL-Time Warner لتكون حالياً أي أو ال AOL.

### الألعاب التشاركية
بدأ دون داغلو Don Daglow وفريق تصميم الألعاب ستورم فرونت Stormfront بالعمل مع أميركا اونلاين على تصميم ألعاب تشاركية على الشبكة في عام 1987، وكانت هذه الألعاب تندرج ضمن الألعاب الرسومية أو النصية. في ذلك الوقت، كانت أميركا اونلاين شبكة خدمات اتصال لكومودور 64 فقط، اسمها كوانتوم لخدمات الكومبيوتر Quantum Computer Service، مع عدة آلاف من المستخدمين، وكان اسمها كوانتوم لينك Q-Link. كان تشارك الرسوم عبر الشبكة محدوداً بسبب بطء سرعة الاتصال في المودم التي كانت 300 بود Baud (بت في الثانية) في ذلك الوقت و1200 أو 2400 بود في بعض الحالات.
في بداية التسعينات، كان الاستخدام التجاري للإنترنت محدوداً وبصلاحيات محددة للمستخدمين. فيما بعد، اعتمدت الألعاب التشاركية التي ظهرت بشكل كبير على خدمات أميركا اونلاين America Online وكومبيو سيرف CompuServe وجيني GEnie للتوزيع.
ظهرت أول لعبة رسومية تشاركية عبر الشبكة في عام 1988، وكان اسمها كلوب كاريب Club Caribe، وتم تقديمها من قبل شركة لوكاس آرت Lucas Art لمستخدمي كوانتوم لينك / كومودور 64 فقط. كان بإمكان اللاعبين التفاعل مع بعضهم البعض، المحادثة ومبادلة المقتنيات. وببالرغم من بساطتها وبدائيتها، لكن استخدامها للشخصيات الوهمية ودمج الرسوم والمحادثة عبر الشبكة كان ثورياً.

## المكونات الأساسية للجهاز

### وحدة المعالجة المركزية والذاكرة
يستخدم جهاز كومودور 64 معالج 6510 (6510 Microprocessor) الذي يعمل بتقنية 8 بت من شركة موس للتقنية (MOS Technology). وهو نسخة مشابهة لمعالج موتورولا 6502 (Motorola 6502) مع منفذ إدخال / إخراج (I/O) داخلي 6 بت، يستعمل لغرضين: لتحويل bank-switch ذاكرة روم في الجهاز داخل وخارج مساحة العنونة للمعالج، وأيضاً لتشغيل مسجل الكاسيت داتاسيت.
يتمتع كومودور 64 بذاكرة رام 64 كيلوبايايت، 38 كيلوبايات منها متوفرة للاستخدام في لغة البرمجة كومودور المدمجة بيسيك 2.0.

### الامكانيات الرسومية
يوفر المعالج الرسومي فيك-II ستة عشر 16 لونا مع ثمانية أشكال رسومية hardware sprites لكل خط مسح (مما يسمح بعرض 112 شكل رسومي sprites على شاشة بنظام بال PAL)، مع توفير إمكانية انزلاق الشاشة وذلك كله في نمطين لعرض الرسوم bitmap graphics modes.
يمكن النمط القياسي للنصوص من عرض 40 عمود، مثل معظم أجهزة كومودور بيت PET، لكن بتشفير مختلف عن نمط أسكي القياسي ASCII، ويدعى بيتسكي PETSCII، الذي هو عبارة عن نموذج موسع من أسكي-1963 (ASCII-1963).
كان يتم العرض في كافة الأنماط الرسومية مع اظهار حدود على الأطراف الشاشة الأربعة، وهي إحدى خصائص معالج فيك-II VIC-II. لكنه بالإمكان أيضاً استخدام كامل مساحة الشاشة وعرض رسوم ضمن تلك الحدود بتعديل خصائص التسجيل hardware registry في اعدادات تجهيزات العرض الرسومي.

### الامكانيات الصوتية
تتضمن شريحة الصوت، سيد SID، ثلاثة أقنية، كل واحد منها مع عدة إمكانيات لفلترة الصوت، وتحويل النغمات ring modulation وتوليد الطبقات ADSR envelope generator. صمم هذه الشريحة، بوب يانس Bob Yannes، الذي أنشأ في ما بعد شركة صوتيات انسوينغ Ensoniq. انتقد يانس شرائح الكومبيوتر الصوتية المتواجدة في ذلك الحين واعتبرها بدائية، «انه من الواضح أنها... صممت من قبل أشخاص لا يعرفون شيئاً عن الموسيقى». بعد ذلك أصبحت موسيقى الألعاب ذات شعبية بين مستخدمي كومودور 64. وأصبح هنالك العديد من المؤلفين الموسيقيين المعروفين ومبرمجين موسيقى الألعاب مثل روب هوبارد Rob Hubbard، ديفيد ويتاكر David Whittaker، كريس هولسبيك Chris Hülsbeck، بين داغليش Ben Daglish، مارتين غالوي Martin Galway وديفيد دين David Dean بالإضافة إلى الكثيرين غيرهم. ونظراً لمحدودية القنوات الصوتية الثلاثة، كانت النتائج أقل مما كان بإمكانهم أن يقوموا به لكنه كان من الممكن تحديث الصوت الأساسي بشكل مستمر ليسمح بلعب صوت رقمي بأربعة بتات. في عام 2008 أصبح من الممكن لعب أربعة قنوات صوتية ببتات ثمانية، قناتين سيد بالإضافة إلى استخدام الفلترة الصوتية.
يوجد نسختين من شريحة سيد، 6581 و8580. تم استخدام 6581 في جميع أجهزة كومودور 64 الأصلية ذات شكل «صندوق الخبز breadbox»، وفي الموديلات الأولية من كومودور 64 سي C64c وكومودور 128 C128. تم استبدال شريحة 8580 من موس تكنولوجي MOS Technology بـ6581 في عام 1987. كانت جودة 6581 أفضل قليلاً ولها شعبية عالية بين محبي كومودور 64. الفرق الرئيسي بين شريحتي 6581 و8580 كان الفولطية التي تزود بها. كانت شريحة 6581 تستخدم 12 فولط، في حين أن 8580 تستخدم 9 فولط. كان من الممكن أيضاً إجراء تعديل ليتم استخدام شريحة 6581 في لوحة كومودور 64 سي (التي تستخدم 9 فولط).
الصوت المميز الذي تتمتع به شريحة سيد SID جعل لها شعبية كبيرة، إلى الحد الذي جعل عدد من الهواة والشركات يصممون أجهزة صوتية مستندة إليها تستخدم مع أجهزة كومودور 64، الأجهزة الشخصية بمعالجات انتل 86، أو تعمل بشكل مستقل؛ هذا غير أجهزة ميدي مثل إلكترون سيدستيشنElektron SidStation.. هذه الأجهزة استخدمت الشرائح الصوتية الفائضة أو المأخوذة من الكومبيوترات المستعملة.
في عام 2007، أدى استخدام الفنان تمبلاند Timbaland لجهاز سيد ستيشن بشكل قوي، إلى حدوث قصة تمبلاند حول اغنياته بلوك بارتي Block Party ودو ايت Do It (المكتوبة من أجل نيلي فورتادو Nelly Furtado).

### تعديلات مكونات الجهاز
كان تخفيض تكلفة الإنتاج هو السبب الرئيسي وراء التعديلات التي طرأت على اللوحة الرئيسية لكومودور 64. وللبقاء خلال حرب الأسعار كان تخفيض تكاليف الإنتاج مهماً جداً في وضع كومودور بين المنافسين وسط صعود أجهزة 16 بت. مرت اللوحة الرئيسية لكومودور 64 (تعتمد على تقنية ان موس NMOS) بتعديلين أساسيين، (والعديد من التعديلات الثانوية) كتغيير مواقع معالجات الرسوم VIC-II والصوت SID والـ PLA.
مبدئياً، كان يتم تخفيض جزء كبير من التكلفة بواسطة تخفيض عدد المكونات، مثل الديودات والمقاومات، مما سمح باستخدام لوحات مطبوعة أصغر.

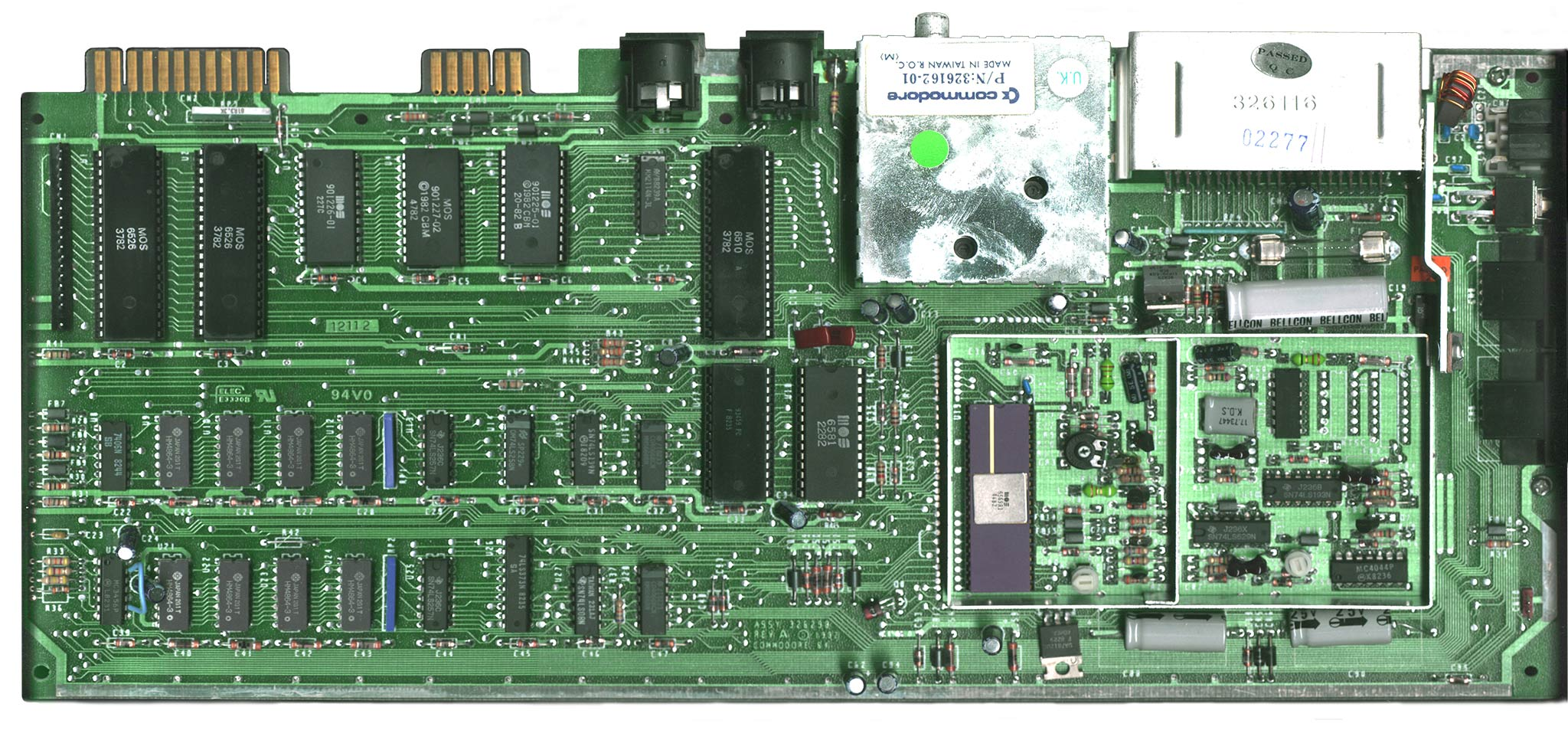
اللوحة الرئيسية لجهاز كومودور 64 من إصدار A عام 1982 ويستخدم نظام PAL

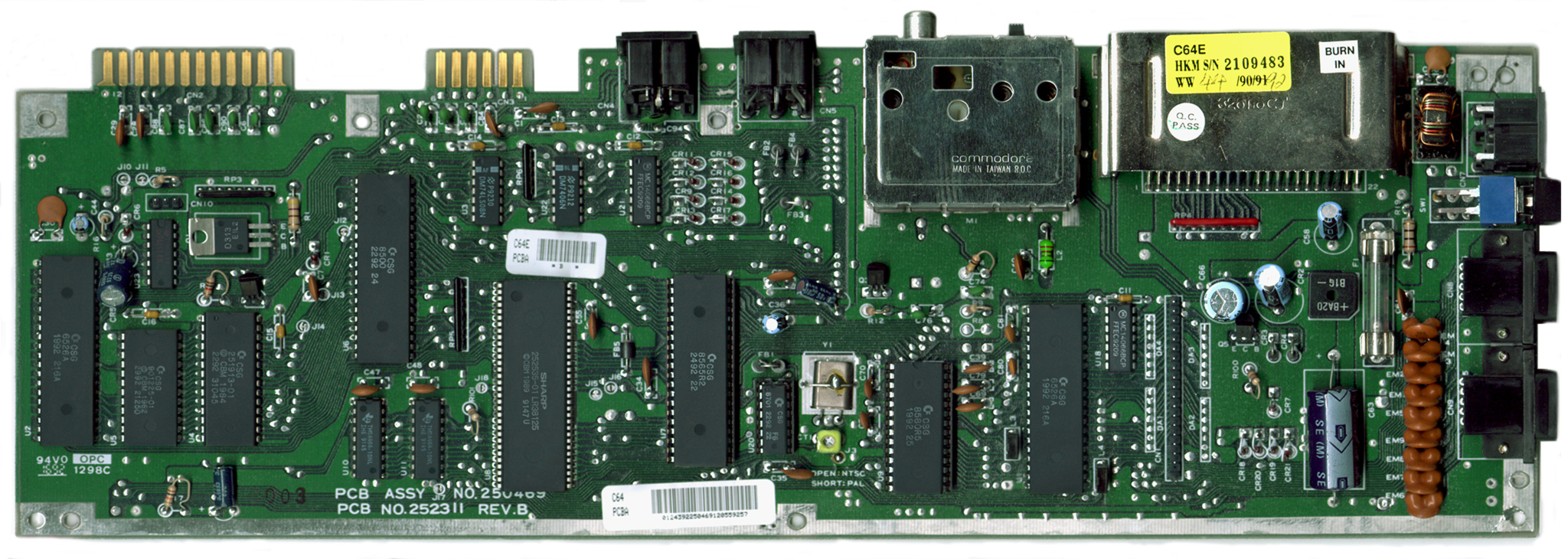
اللوحة الرئيسية لجهاز كومودور 64 سي تعود لإصدار B عام 1992

#### المكونات الالكترونية ICs
تم تصنيع شريحة فيك-II VIC-II مع خمسة مقاييس مكروميتر micrometer من أن موس للتقنية NMOS technology وكانت تعمل بتوتر 17.73447 ميغاهرتز (بال PAL) أو 14.31818 (ان تي اس سي NTSC).
داخلياً، تم تخفيض تقسيم الساعة لتوليد توتر ساعة نقطي dot clock (حوالي 8 ميغاهرتز) وساعتي النظام ذي المرحلتين two-phase system clocks (1 ميغاهرتز، يوجد اختلاف طفيف بالسرعة بين الأجهزة المعتمدة على نظام بال، والأجهزة المعتمدة على نظام ان تي اس سي).
في سرعة عالية كهذه، تقوم الشريحة بتوليد الكثير من الحرارة، مما أرغم شركة موس للتقنية لاستخدام غلاف من السيراميك (يسمى سيرديب CERDIP). كان غلاف السيراميك أعلى سعراً، لكنه يقوم بتبديد الحرارة بشكل أعلى فعالية من البلاستيك.
بعد إعادة التصميم في عام 1983، تم تركيب شريحة فيك II ضمن غلاف بلاستيكي مزدوج، أدى إلى تخفيض التكلفة بشكل كبير، لكن ذلك لم ينه مشكلة الحرارة. بدون غلاف سيراميكي، احتاجت شريحة فيك II إلى استخدام مبدد حرارة. ولتفادي أي تكاليف اضافية، تم استخدام الغطاء المعدني للموائم التلفزيوني RF Modulator كمبرد للشريحة، ومع ذلك لم يتم تزويد جميع الأجهزة بهذا الغلاف. تم شحن معظم الأجهزة في أوروبا بواقي كرتوني مغلف بالمعدن. كانت فعالية الغلاف الكرتوني محط تساؤل كبير، وبشكل أسوأ كانت تمنع تدفق الهواء مما يؤدي إلى حبس الحرارة المولدة من معالج سيد SID، فيك VIC وبي ال ايه PLA.
كان يتم استخدام تقنية ان موس NMOS Technology في تصنيع معالج سيد بـ6 و7 ميكروميتر. بعض الموديلات تضمنت غلاف سيراميكي مزدوج، لكن بعكس فيك II VIC-II، كان هذا نادر جداً نظراً لاستخدام البلاستيك في تغطية سيد SID عندما بدأ الإنتاج في بداية عام 1982.

#### اللوحة الرئيسية
أطلقت شركة كومودور في عام 1986 آخر تعديل على اللوحة الرئيسية لجهاز كومودور 64. كان تصميم اللوحة الجديدة مطابقاً لتصميم عام 1984، لكن مع استبدال شريحتي دي رام DRAM 64 كيلوبت رام × 4 بت بالشرائح الثمانية ذات 1 بت الموجودة أساساً.
بعد إطلاق جهاز كومودور 64 سي (C64C)، بدأت شركة موس للتقنية MOS Technology بإعادة تجهيز شريحة كومودور 64 لتستخدم تقنية اتش موس HMOS. الفائدة الرئيسية من استخدام تقنية اتش موس HMOS كان استخدامها فولطية منخفضة لإدارة المكونات، وبالتالي كانت تصدر حرارة أقل. أدى ذلك إلى تحسين الموثوقية للمعالجات الصوتية والرسومية. تم ابتداء ترقيم مجموعة الشرائح الجديدة بـ××85 للتماشي مع تغيير التقنية إلى اتش موس HMOS.
في عام 1987، أطلقت كومودور جهاز كومودور 64 سي (Commodore 64c) مع إعادة تصميم كامل للوحة الرئيسية. استخدمت اللوحة الجديدة مجموعة شرائح اتش موس، مع شريحة بي ال ايه PLA بـ64 ابره. دمجت هذه الشريحة الجديدة «سوبر بي ال ايه SuperPLA» العديد من المكونات الاصلية. في آخر تعديل على لوحة كومودور 64 سي، تم دمج ذاكرة الألوان رام 2114 في شريحة سوبر بي ال ايه SuperPLA.

### وحدة التغذية
يستعمل جهاز كومودور 64 مزود طاقة منفصل، وساعد ذلك في توفير المساحة عند تصميم الغلاف الخارجي للكومبيوتر. كذلك الأمر، كانت تأتي سواقات الأقراص المرنة موديل 1541-II 1541-II Floppy Drive، موديل 1581 1581 Floppy Drive وغيرها من الملحقات مع مزودات طاقة خارجية خاصة بها. كانت وحدات التغذية هذه معروفة بتعطلها مع مرور الوقت. فيستمر العديد منها بالعمل لمدة سنتين ثم تتوقف عن العمل مما يضطر المستخدم إلى استبدالها.
قامت شركة كومودور فيما بعد بتغيير التصميم بدون جدوى. تم تعزية سبب العطل المستمر لزيادة حرارة المعادل الفولطي. كان من المستحيل إصلاح وحدات الطاقة هذه بسبب وضعها كاملة في غطاء ايبوكسي، ناقل سيء للحرارة.
بحلول عام 2010، كان العديد من مستخدمي كومودور 64 الحاليين قد استخدموا مزودات طاقة منزلية الصنع، عن مزودات طاقة منفصلة 5 فولت دي سي 5VDC و9 فولت أي سي 9VAC، مرتبطة بمنفذ يصلها بالجهاز.

### المواصفات الفنية

#### المكونات الداخلية
- وحدة المعالجة المركزية CPU
  - معالج 6510/8500 من موس تكنولوجي MOS Technology (/هما نسخة معدلة من معالج 6502 مع منفذ إدخال/إخراج I/O مدمج 6 بت)
  - تردد الساعة: 0.985 ميغاهرتز (بال PAL) أو 1.023 ميغاهرتز (ان تي اس سي NTSC)
- الفيديو Video:	معالج رسومي فيك-II موديل 6567/8562 (لنظام ان تي اس سي NTSC) وموديل 6569/8565 (لنظام بال PAL)
  - 16 لون
  - نمط عرض النصوص 40 عمود × 25 سطر على الشاشة: 256 حرف للمستخدم (8×8 أحرف، أو 4×8 في نمط تعدد الألوان)؛ ذاكرة رام 4 بت للألوان لتحديد اللون الأمامي foreground
  - عرض الرسوم Bitmap modes: 320×200 (لونين في كل شبكة 8×8 بيكسل)،[28] 160×200 (3 ألوان أساسية + لون مشترك في كل شبكة 4×8 بيكسل)[29]
  - أشكال رسومية على الشاشة بتحديد 24×21 بيكسل (12×21 بيكسل في نمط تعدد الألوان)
  - انزلاق مرن للشاشة Smooth scrolling
- الصوت Sound:	معالج صوتي سيد 6581/ 8580 SID من موس للتقنية MOS Technology
  - 3 أقنية صوتية channel synthesizer مع غلاف ADSR قابلة للبرمجة
  - 8 اوكتاف octaves
  - 4 أمواج waveforms لكل قناة صوتية مع نبض متردد variable pulse والضجيج noise
  - معادل للرنين ring modulation
  - فلتر صوتي قابل للبرمجة
- الإدخال / الإخراج Input/Output: دارتين معقدتين من نوع 6526 Complex Interface Adapters
  - ادخال / إخراج متوازي 16 بت parallel I/O
  - ادخال / إخراج متسلسل 8 بت serial I/O
  - ساعة يومية (24 ساعة) مع منبه قابل للبرمجة[30]
  - موقت زمني 16 بت
- ذاكرة رام RAM
  - 64 كيلوبايت، 38 منها (ما عدا 1 بايت) متاحة للاستخدام في برامج لغة البيسيك
  - 512 بايت ذاكرة رام للألوان (ذاكرة محجوزة لتخزين بيانات لون الشاشة)[31]
  - قابلة للتوسع إلى 320 كيلوبايت مع وحدة توسيع الذاكرة 1764 Commodore 1764 RAM Expansion Unit (REU) بـ256 كيلوبايت؛ وبالرغم من قابلية الولوج لـ64 كيلوبايت فقط إلا أن وحدة التوسيع هذه كانت موجهة للاستخدام مع نظام جيوس GEOS بشكل أساسي. توافرت أيضاً وحدات توسيع ذاكرة بسعة 128 كيلوبايت و512 كيلوبايت إلا أنها كانت موجهة للاستخدام مع كومودور 128 ولكي تستخدم مع كومودور 64 كان يجب أن يتم تزويد الجهاز بمزود طاقة أقوى توفره شركات أخرى؛ مثل مزود الطاقة الذي يتم توريده مع وحدة الذاكرة موديل 1764. أيضاً، قامت شركة كرييتيف مايكرو ديزاينز Creative Micro Designs بتطوير وحدات توسيع ذاكرة بسعة 2 ميغابايت لكومودور 64 و128، سميت بـ1750 اكس ال 1750 XL. التقنية المستخدمة في تلك الوحدات كانت تسمح بتوسيع الذاكرة حتى 16 ميغابايت، لكن 2 ميغابايت كانت السعة الوحيدة المتوفرة رسمياً. توسيع الذاكرة حتى 16 ميغابايت كان ممكناً أيضاً عن طريق تطوير المعالج بوحدة سوبر سي بي يو CMD SuperCPU.
- ذاكرة روم ROM
  - 20 كيلوبايت (9 كيلو بايت لغة بيسيك إصدار 2.0؛ 7 كيلوبايت كيرنل KERNAL؛ 4 كيلوبايت لتوليد الاحرف، بتوليد مجموعات أحرف بسعة 2 كيلوبايت)

#### منافذ إدخال/إخراج البيانات ومزود الطاقة

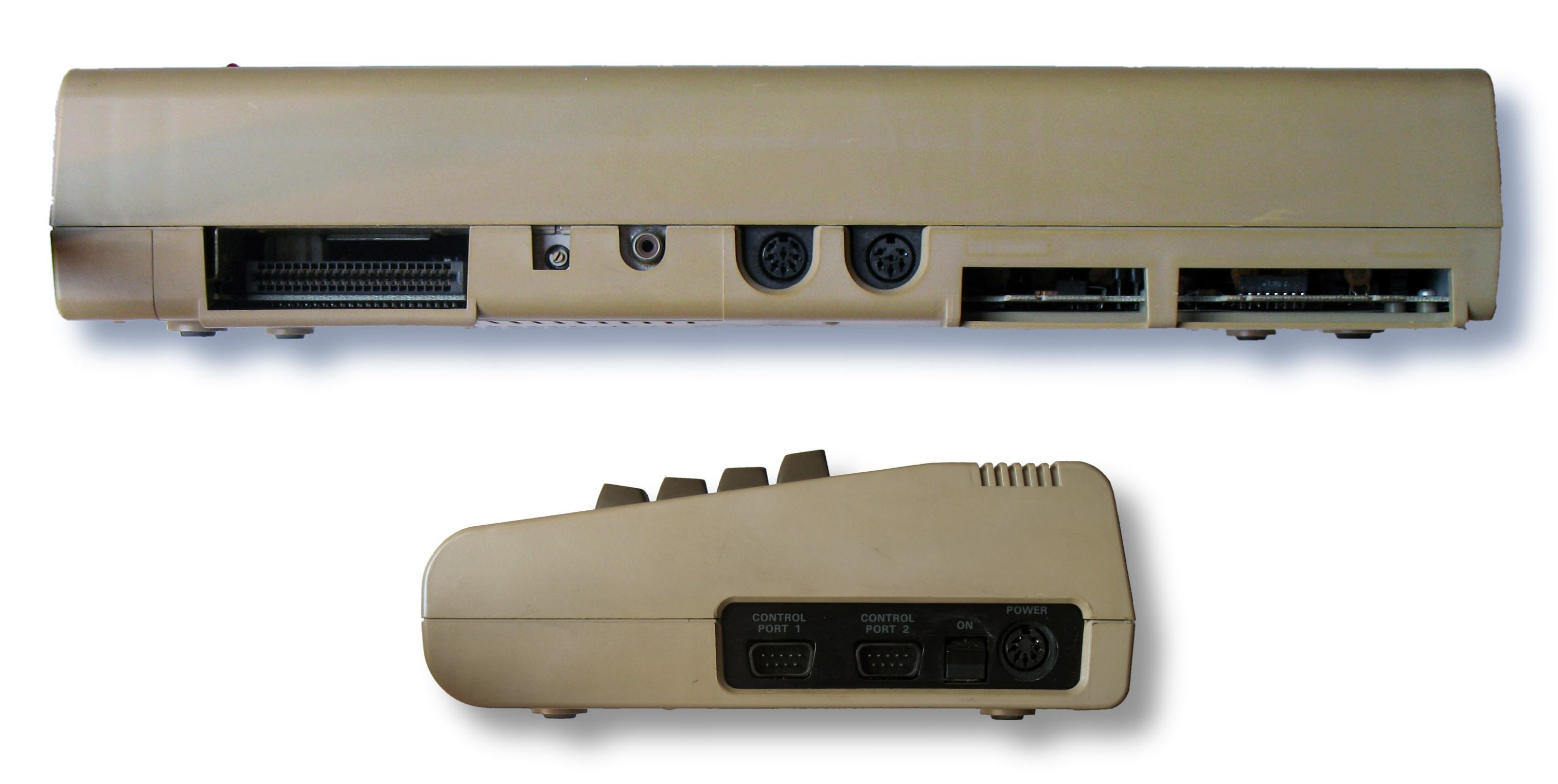
منافذ كومودور 64 من الخلف: كارتردج، معدل الموالف RF، منفذ الموالف RF، منفذ صوت/صورة A/V، منفذ متسلسل، منفذ الكاسيت، منفذ المستخدم. من الجانب: منفذ الألعاب 1، الألعاب 2، منفذ الطاقة

- مداخل البيانات إدخال / إخراج I/O ports[32]
  - منفذ كارتردج توسعي Cartridge expansion slot (منفذ للتواصل مع ناقل البيانات للمعالج 6510، يحتوي على نقاط فولطية voltage points وتأريض GND، يستخدم لتوصيل وحدات البرامج وتوسيع الذاكرة بالإضافة لاستخدامات أخرى)
  - مخرج موائم تلفزيوني ار اف RF modulator عن طريق موصل ار سي ايه RCA connector. القناة المستخدمة هي قناة 36 مع التوليف نحو اليسار.
  - مخرج بثمانية ابر 8-pin DIN للفيديو المركب، يفصل بين الصوت والصورة.[33]
  - ناقل تسلسلي (إصدار تسلسلي من آي أي أي أي-488 IEEE-488، بمنفذ 6 ابر) للاستخدام مع طابعات كومودور وسواقات الأقراص.
  - منفذ لمشغل كاسيت كومودور داتاسيت Commodore Datassette بـ300بود.
  - منفذ للمستخدم User Port للاستخدام مع الطابعات التي تستخدم منافذ متوازية بالإضافة لاستخدامات أخرى.
  - منفذين لعصا التحكم بالألعاب (متوافقة مع أتاري 2600 Atari 2600) كل منها تدعم خمسة ادخالات رقمية واثنين تماثليين. تدعم هذه المنافذ بالإضافة لعصي الألعاب، ملحقات أخرى بما فيها عصي ألعاب رقمية digital joysticks، لوحات ألعاب analog paddles، قلم ضوئي light pen، ماوس كومودور 1351 Commodore 1351 mouse واللوحة الرسومية كوالا باد KoalaPad.
- مزود الطاقة Power supply
  - يتم تزويد الطاقة من محول 5 فولت دي سي 5V DC و9 فولت أي سي 9VAC، مزود بمخرج بسبعة ابر مؤنث 7-pin female DIN-connector على الجهاز.[34]

يستخدم تيار 9 فولت أي سي لشحن معالج الصوت سيد SID، وتيار 6.8 فولت عن طريق منقي rectifier لمحرك الكاسيت، نبض "0" لكل نصف موجة ايجابية إلى ادخال وقت اليوم (TOD)، و9 فولت مباشرة لمنفذ المستخدم. بالرغم من تطلب موجة مربعة 12 فولت، لكن كان يفضل استخدام موجة 9 فولت.

#### أجهزة ملحقة

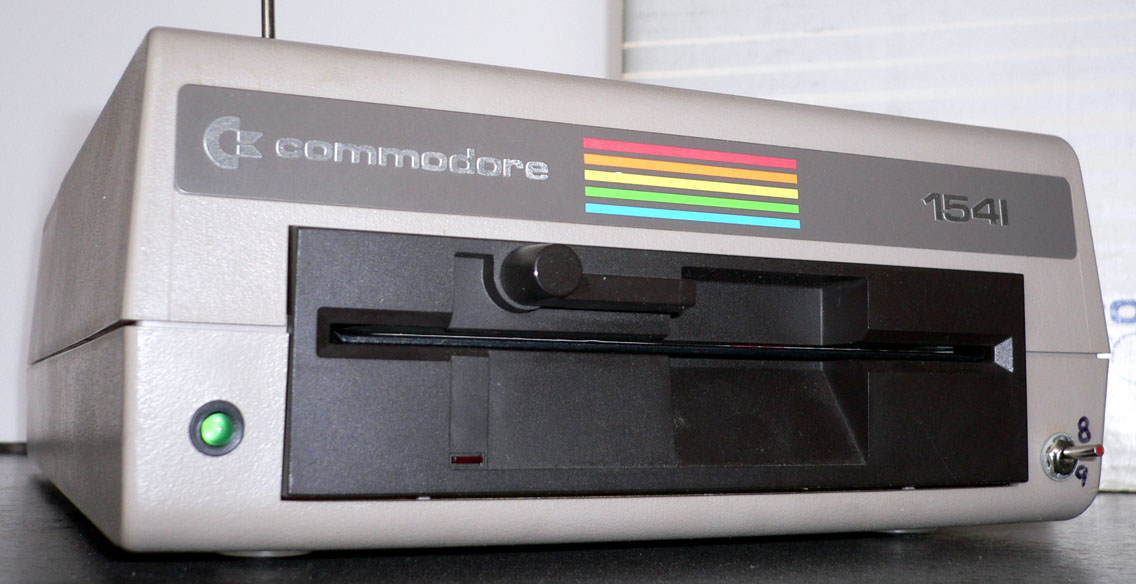
سواقة أقراص مرنة موديل 1541 الإصدار الأول
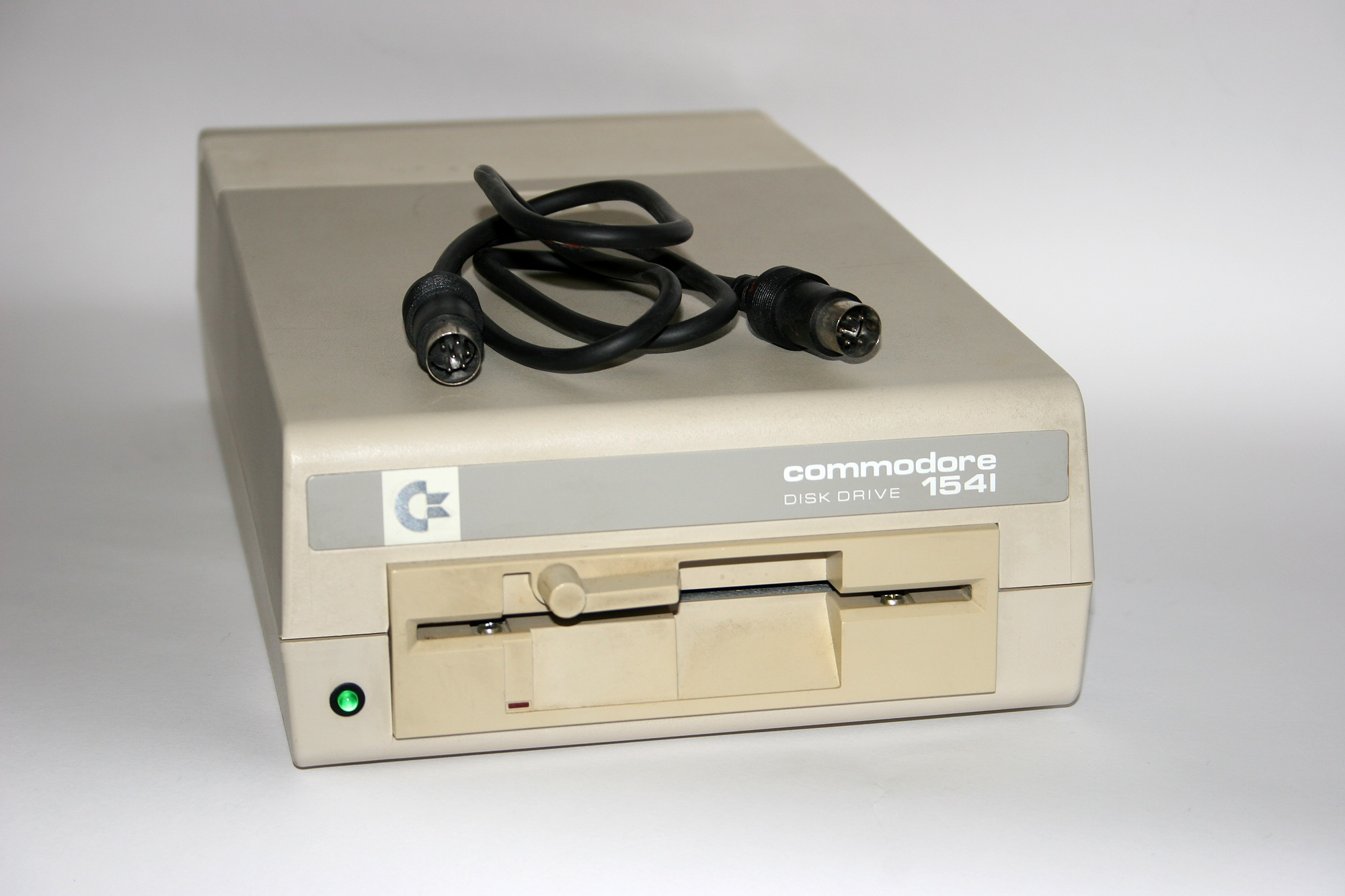
سواقة أقراص مرنة موديل 1541 سي الإصدار الثاني
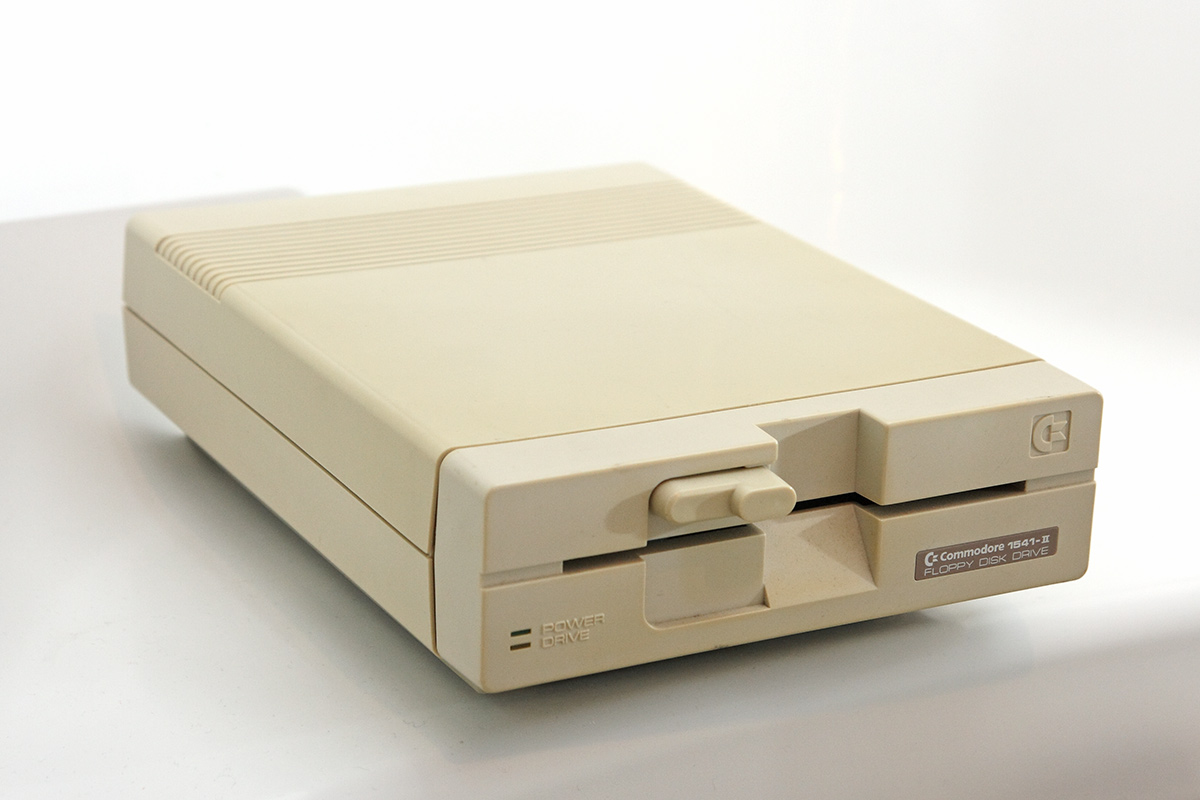
سواقة أقراص مرنة موديل 1541-II الإصدار الثالث
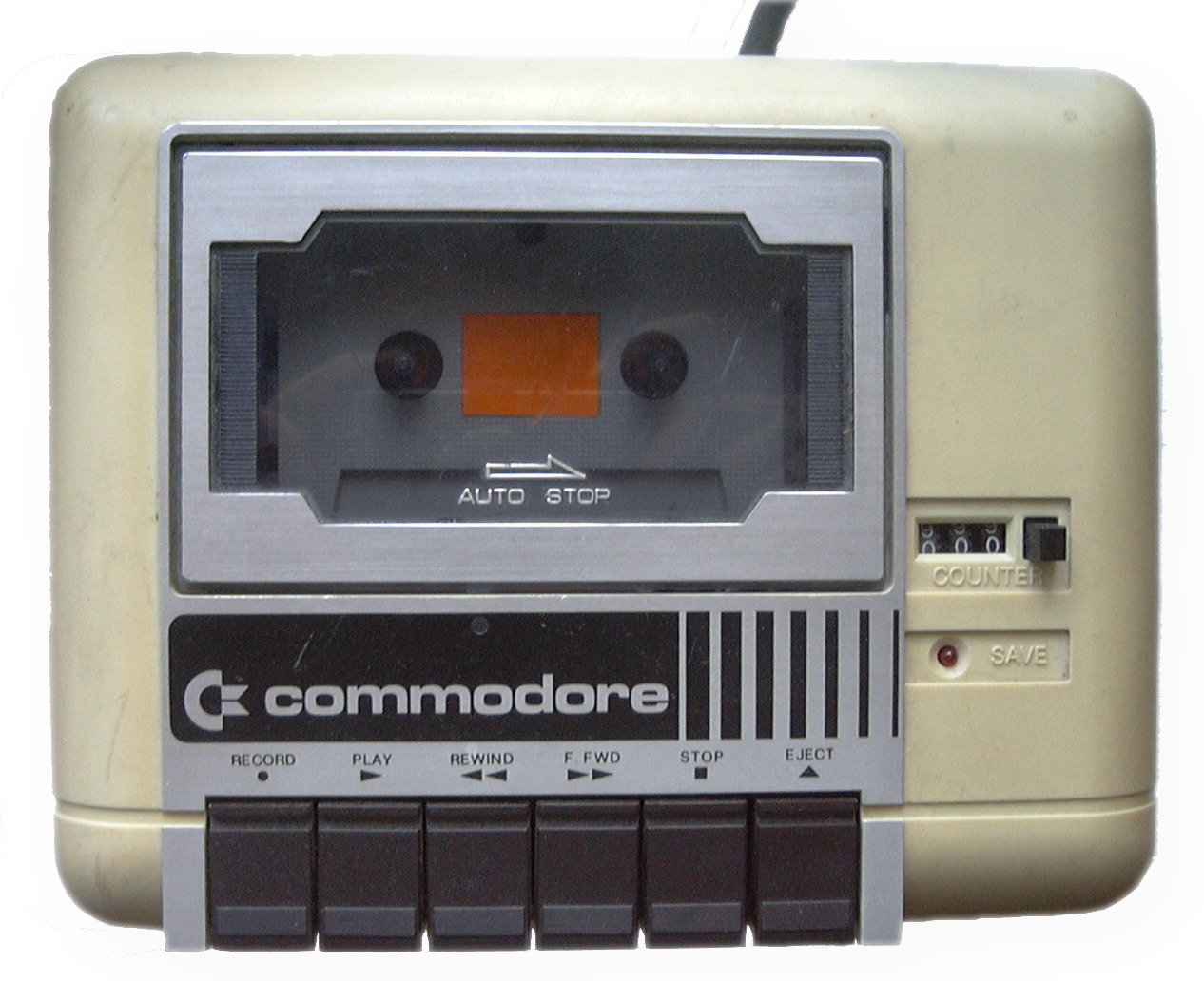
مشغل أشرطة الكاسيت داتاسيت موديل 1530
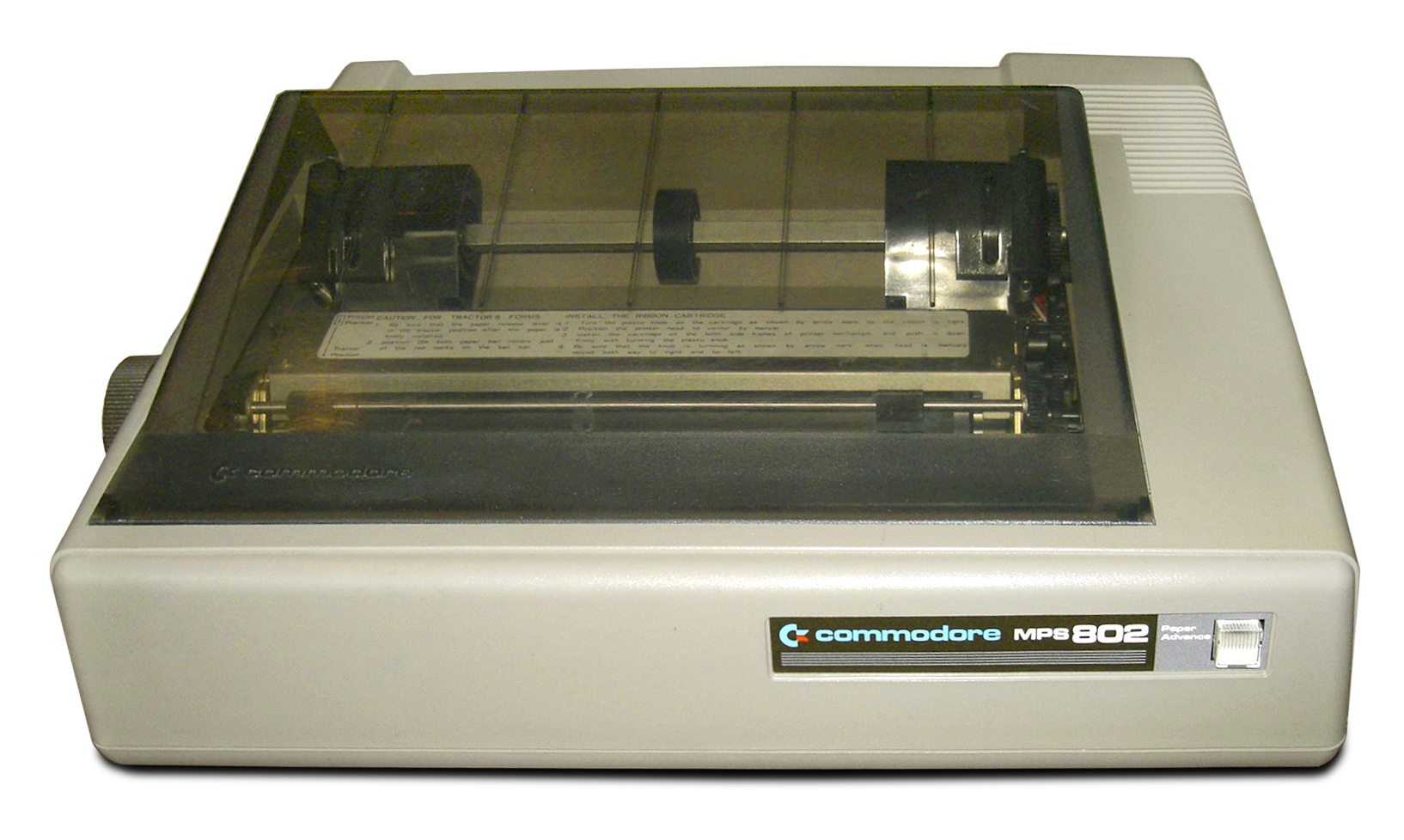
طابعة كومودور موديل ام بي اس 802 MPS
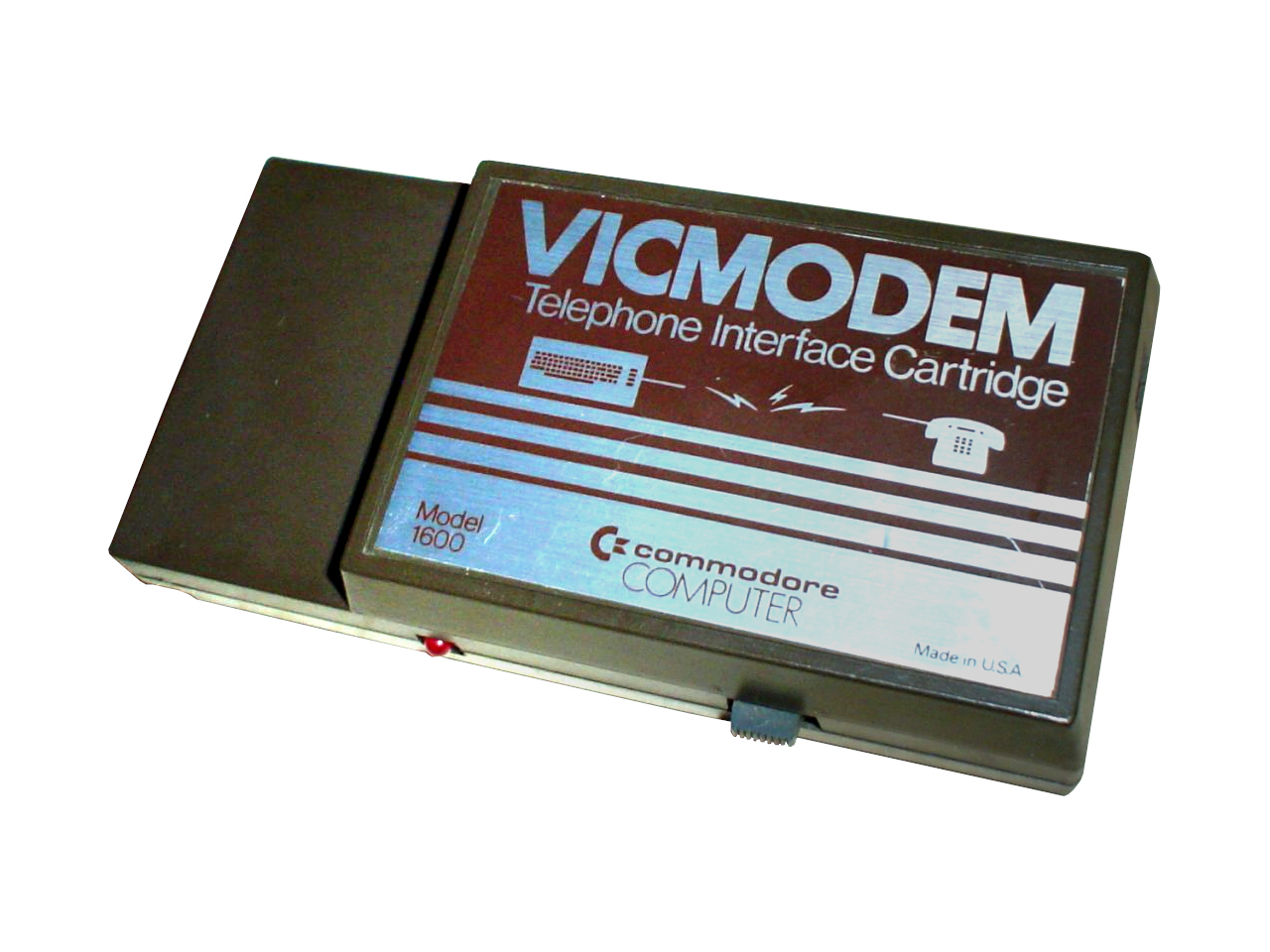
موديم كومودور موديل: فيك موديم
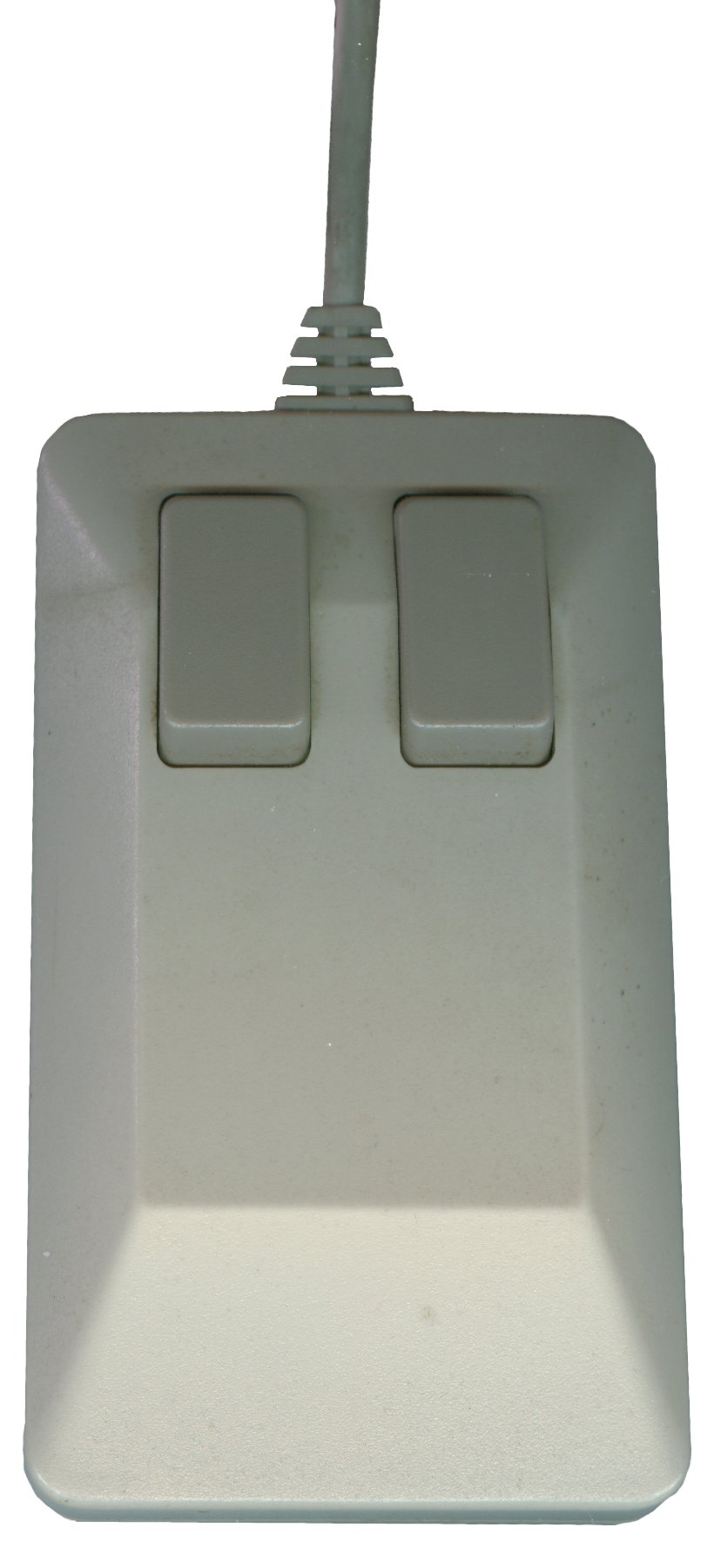
فأرة كومودور موديل 1351
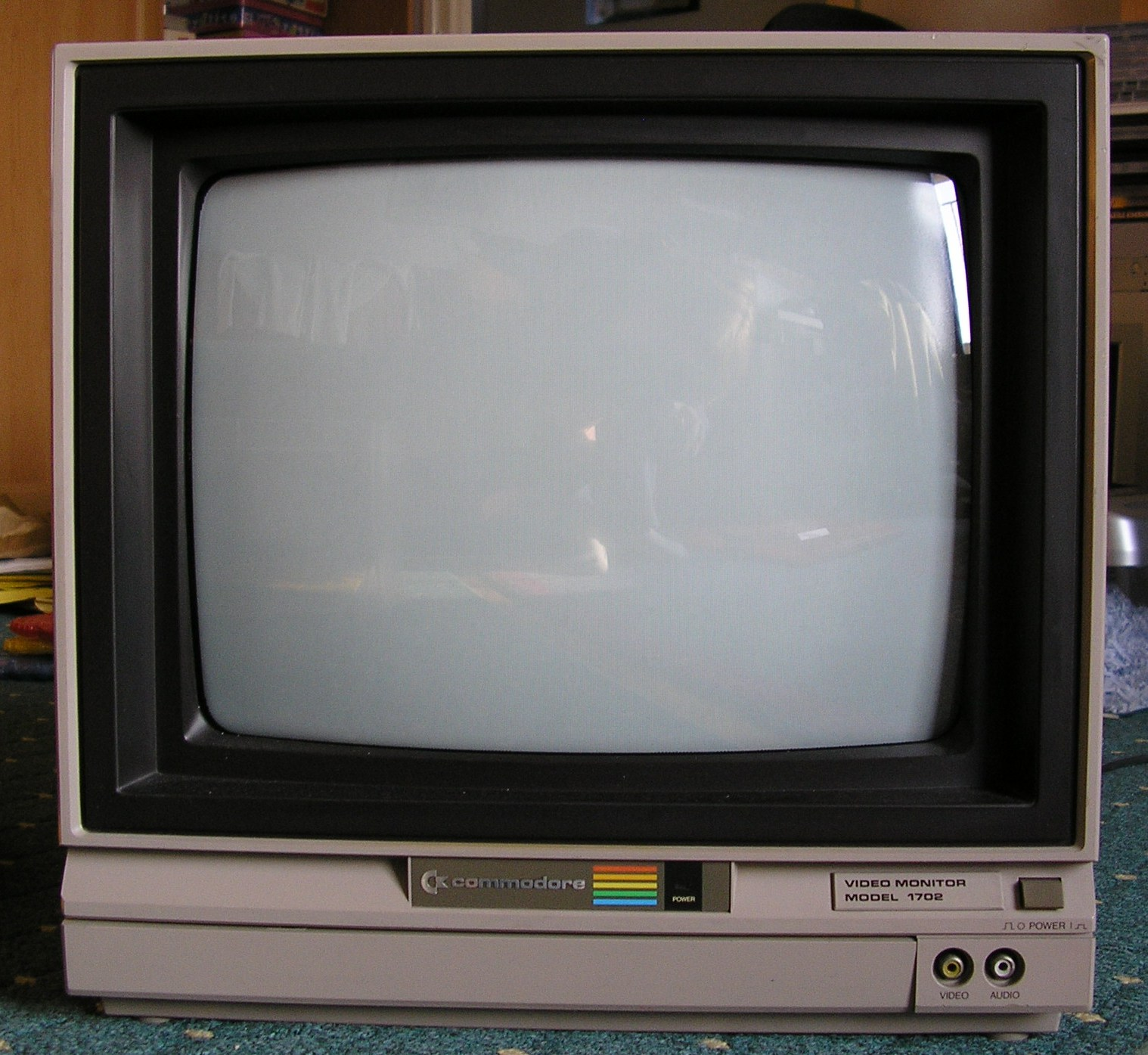
مرقاب كومودور موديل 1702

## وصلات خارجية
- تاريخ جهاز كومودور 64
- تاريخ جهاز كومودور 64 مع صور ونشرات فنية
- موقع برامج وألعاب جهاز كومودور 64
- معلومات مفصلة عن برمجة جهاز كومودور 64
- مقالة: مازال كومودور 64 محبوباً بعد كل هذه السنوات, سي إن إن